# Ióssif Stalin
 Ióssif Vissariónovitx Djugaixvili (?·pàg.) (en georgià იოსებ ბესარიონის ძე ჯუღაშვილი, Iòsseb Bessarionis Dze Djugaixvili; en rus Ио́сиф Виссарио́нович Джугашвили), més conegut pel nom que va adoptar, Ióssif Stalin (Иосиф Сталин) (1878-1953), va ser el primer Secretari General del Partit Comunista de la Unió Soviètica entre els anys 1922 i 1953, any de la seva mort. Després de la mort de Lenin el 1924, va ser el màxim dirigent de l'URSS.
Stalin va implementar una economia de comandament, va substituir la Nova Política Econòmica de la dècada del 1920 per Plans Quinquennals i posant en marxa un període d'industrialització i col·lectivització ràpides. L'agitació del sector agrícola va disrompre la producció d'aliments, fet que va provocar l'extensió de la fam entre la població, com per exemple la catastròfica fam soviètica de 1932-1933, coneguda a Ucraïna com a Holodomor.
De 1937 a 1938 Stalin va posar en marxa la Gran Purga (també coneguda com el «Gran Terror»), una campanya per purgar el Partit Comunista de membres acusats de sabotatge, terrorisme o traïció; la va estendre a les milícies i altres sectors de la societat soviètica. Els objectius sovint eren executats, empresonats en camps de treball gulag o exiliats. Durant els anys següents, milions de membres de minories ètniques van ser deportats.
El 1939, després d'intents fracassats per establir un sistema col·lectiu de seguretat a Europa, la Unió Soviètica, liderada per Stalin, va signar un pacte de no-agressió amb l'Alemanya nazi, seguit per la invasió soviètica de Polònia, Finlàndia, els estats bàltics, Bessaràbia i el nord de Bucovina. Després que Alemanya violés el pacte l'any 1941, la Unió Soviètica es va unir als Aliats i va tenir un paper important en la desfeta de l'Eix, pagant el preu de la quantitat més elevada de morts de qualsevol dels països que van participar en la guerra. Després, contradient-se amb el que havia afirmat en conferències aliades, Stalin va instal·lar governs comunistes a gran part d'Europa Oriental, formant el Bloc de l'Est darrere allò que va ser denominat un «teló d'acer» de domini soviètic. Aquests fets van desencadenar el llarg període d'antagonisme conegut amb el nom de Guerra Freda.
Stalin va esforçar-se per millorar la seva imatge pública, i es va desenvolupar un culte a la personalitat al voltant de la seva figura. Tanmateix, després de la seva mort, el seu successor Nikita Khrusxov va denunciar el seu llegat, iniciant el període conegut com a «desestalinització».

## Inicis

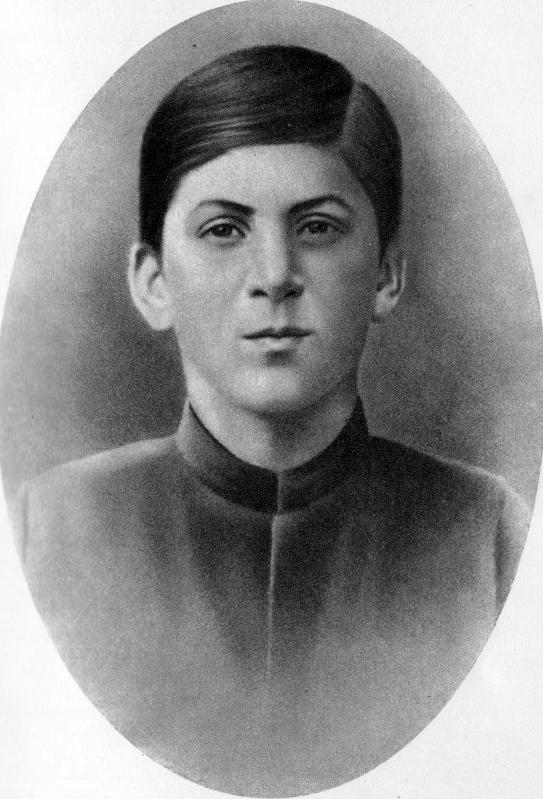
El jove Stalin a l'edat de setze anys, el 1894.

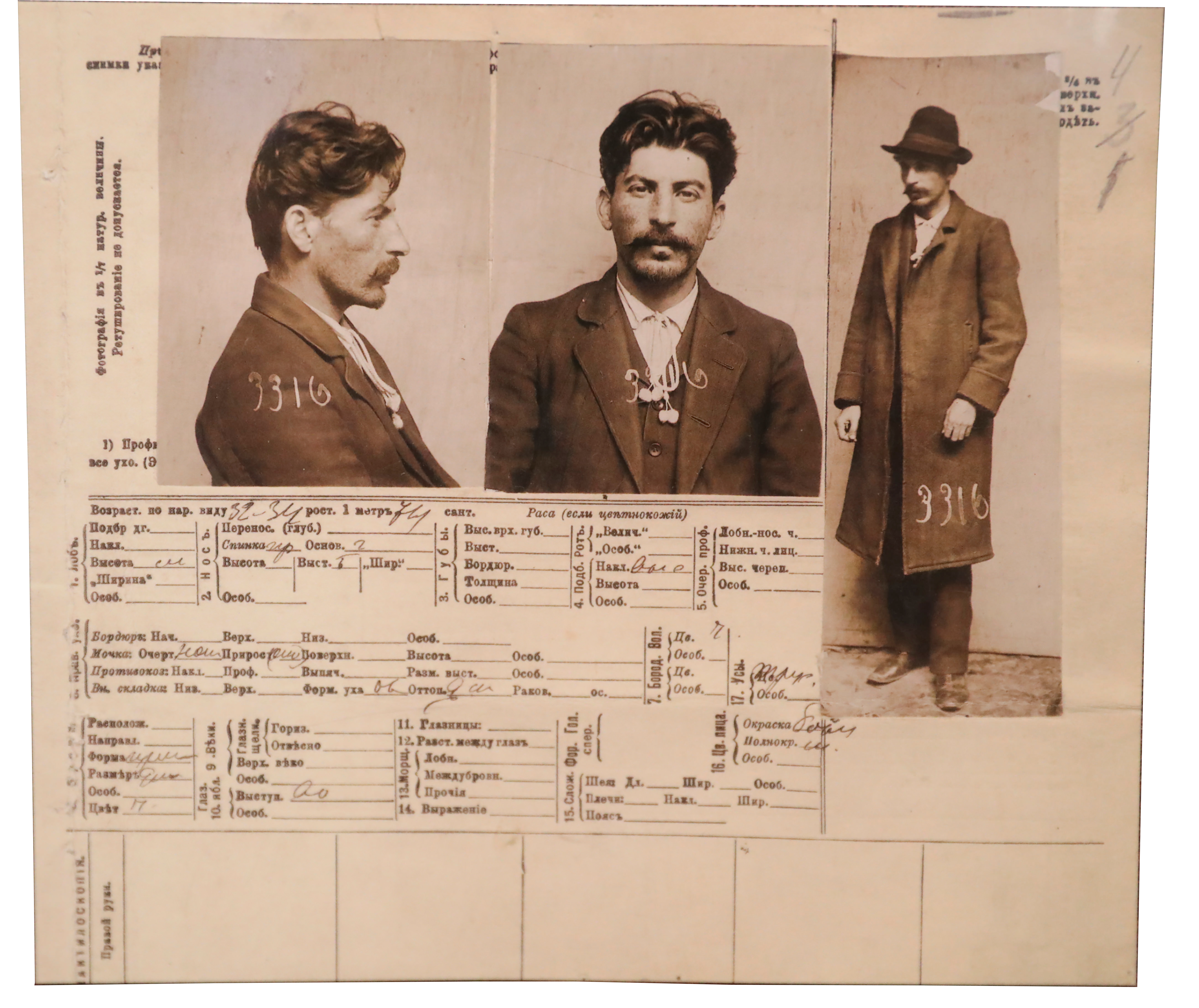
Fitxa policial de "I. V. Stalin", dels arxius de la policia secreta tsarista de Sant Petersburg, 1911

Stalin va néixer com a Iòsseb Bessarionis Dze Djugaixvili el 18 de desembre de 1878, a la ciutat de Gori, Geòrgia, fill d'un humil sabater georgià. Amb 7 anys va contraure la verola, que li deixaria unes marques per sempre a la cara. Amb 10 anys començà a assistir a l'escola eclesial, on els nens georgians eren obligats a parlar en rus. Amb 12 anys, un accident amb un carro de cavalls li deixà el braç esquerre permanentment malmès. Als 15 anys va ingressar amb una beca al seminari ortodox de Tbilisi, on es va rebel·lar contra l'imperialisme i l'orde religiós. Tot i que es mostrà com un alumne brillant, va ser expulsat el 1899 en ser sorprès repartint propaganda del Partit Socialista georgià, del qual n'era membre des del 1898, tot i que el motiu oficial va ser que no podia pagar.
Poc després de ser expulsat del seminari, Stalin descobrí els escrits de Lenin i decidí ser un revolucionari marxista, Va ser responsable del sindicat de Geòrgia durant tres anys i després portaveu del nou partit marxista georgià. El 1900 inicia la seva militància al voltant del cercle d'obrers ferroviaris de Tbilisi. S'uní als bolxevics del Partit Obrer Socialdemòcrata Rus (POSDR) de Lenin el 1903.
Després de ser detingut per la Okhranka (la policia secreta del Tsar) per les seves activitats, esdevingué un revolucionari a temps complert i un fora de la llei. Va ser un dels caps d'operacions dels bolxevics al Caucas, organitzant activitats paramilitars, incitant vagues, repartint propaganda i finançant-se mitjançant robatoris als bancs, segrestos i extorsions.
A l'estiu de 1906, Stalin es casà amb Iekaterina Svanidze, que li donaria el primer fill, Iàkov. Stalin abandonà temporalment el robatori de bancs, després que un atac acabés amb la mort de 40 persones i tornà a Baku, on Ekaterina va morir de tifus. A Baku, Stalin organitzà als àzeris i als irànics musulmans en activitats partisanes, incloent-hi els assassinats de diversos Centenars Negres (seguidors del Tsar de tendència ultradretana).
Stalin va ser detingut i deportat a Sibèria fins a 7 vegades, però fugí de la majoria d'aquests exilis. Després de ser alliberat d'un d'aquests exilis, a l'abril de 1912, a Sant Petersburg, Stalin va crear el diari Pravda d'un diari que ja existia. Va ser llavors quan va adoptar el sobrenom "Stalin" (acer), que usà com a àlies i pseudònim pels seus escrits.
Durant el seu darrer exili, Stalin va ser reclutat per l'exèrcit rus per lluitar a la I Guerra Mundial, però va ser declarat inútil pel servei a causa del seu braç malmès.

## La Revolució, la Guerra Civil i la Guerra Sovietico-Polonesa

### Stalin durant la Revolució Russa de 1917
Després de tornar a Sant Petersburg de l'exili, Stalin començà una revolució expulsant a Viatxeslav Mólotov i a Alexander Xliapnikov com a editors de Pravda. Llavors es posicionà afavorint el govern provisional d'Aleksandr Kérenski. Però després que Lenin prevalgués a la Conferència del Partit de l'abril de 1917, Stalin i Pravda es manifestaren en contra del govern provisional. En aquesta conferència, Stalin va ser elegit per formar part del Comitè Central Bolxevic. Després que Lenin participés en un intent de revolució, Stalin ajudà a fugir a Lenin i, per evitar un bany de sang, ordenà als assetjats bolxevics a rendir-se.
Va ajudar a Lenin a fugir fins a Finlàndia i assumí el lideratge dels Bolxevics. Després que els bolxevics empresonats haguessin estat alliberats per ajudar a defensar Sant Petersburg de l'intent de cop d'estat del general Kornilov a l'octubre de 1917, el Comitè Central Bolxevic votà en favor de la insurrecció. El 7 de novembre, Trotski, que dirigia el Comitè Militar Revolucionari a Petrograd, amb els comandants Podvoisky, Antónov-Ovséienko, i Lenin,verdlov Stalin i la resta del Comitè Central coordinaren des de l'Institut Smolny la revolució contra el govern de Kérenski (l'anomenada Revolució d'octubre). Kérenski va fugir de la capital per cercar ajuda contra el cop bolxevic. El 8 de novembre, el Palau d'Hivern va ser assaltat i la resta del govern de Kérenski va ser detingut.

Stalin feu poc després de la revolució un gran elogi del paper de Trotski, qui seria més endavant el seu gran rival: 
Tot el treball pràctic relacionat amb l'organització de la revolta va ser fet sota el comandament directe del camarada Trotski, el president del soviet de Petrograd. Es pot dir amb certesa que el partit té un deute de primera magnitud amb el camarada Trotski per la ràpida conscienciació de la guarnició cap al bàndol dels soviets i per la manera tan eficient en la qual va ser organitzat el treball del Comitè Militar Revolucionari.

### Stalin durant la Guerra Civil Russa de 1917-1919
Després de prendre Petrograd, Stalin va ser nomenat Comissari del Poble pels Afers de les Nacionalitats. Però poc després esclatà la guerra civil, enfrontant l'Exèrcit Roig de Lenin contra l'Exèrcit Blanc, una aliança de forces diverses anti-bolxevics. Lenin formà un Politburó de 5 membres, que incloïa a Stalin i a Trotski. Al maig de 1918, Lenin envià a Stalin a la ciutat de Tsaritsin (ciutat que va rebre més tard el nom de "Stalingrad", un nom que conservaria fins al 1961.). Amb els seus nous aliats, Kliment Voroixílov i Semion M. Budionni, Stalin imposà la seva influència sobre els militars.
Stalin desafià diverses decisions de Trotski, ordenà les morts d'antics oficials tsaristes que ara servien amb l'Exèrcit Roig, així com de contra-revolucionaris, i cremà pobles per tal d'intimidar la pagesia i descoratjar els atacs dels bandits contra els enviaments de menjar. Al maig de 1919, per tal d'aturar les desercions en massa en el Front Occidental, Stalin ordenà que els desertors i els renegats fossin executats públicament com a traïdors.

### Stalin durant la Guerra Sovietico-Polonesa de 1919-1921
Després de guanyar la guerra civil, els bolxevics s'encaminaren a establir una esfera d'influència a l'Europa Central, iniciant el que esdevindria la Guerra poloneso-soviètica. Com a comandant del front sud, Stalin estava decidit a capturar la ciutat de Lwów. Això entrà en conflicte amb l'estratègia general disposada per Lenin i Trotski, la prioritat dels quals era la captura de Varsòvia, més al nord.
Trotski s'enfrontà amb el comandant polonès Władysław Sikorski a la batalla de Varsòvia, però Stalin no va voler dirigir les seves tropes des de Lwów per ajudar-lo. En conseqüència, es van perdre tant les batalles de Lwów com de Varsòvia, i Stalin va ser culpat per la desfeta. Tornà a Moscou a l'agost de 1920, on es defensà ell mateix i dimití dels seus càrrecs militars. En la Novena Conferència del Partit del 22 de setembre, Trotski criticà obertament la conducta de Stalin.
Posteriorment, Stalin es compensaria pel desastre de 1920: va assegurar-se de la mort de Trotski, va assegurar-se Lwów al pacte nazi-soviètic, va fer executar veterans polonesos de la guerra polonesosoviètica a la massacre de Katyn, va assegurar-se que fracassés la Sublevació de Varsòvia amb la pèrdua d'unes 250.000 vides poloneses, va establir el control soviètic de l'Europa Oriental i, a la Conferència de Ialta, demanà que Lwów fos cedida a la Unió Soviètica.

## Ascens
Stalin va tenir un paper decisiu en dissenyar la invasió de l'Exèrcit Roig de Geòrgia el 1921, després de la qual adoptà una línia dura i unes polítiques centralistes vers la Geòrgia Soviètica, que inclou l'Afer Georgià de 1922, així com d'altres repressions. Això provocà el malestar de Lenin, qui creia que tots els estats soviètics s'havien d'estar en igualtat.
Les disputes de Lenin amb Trotski i altres polítics van decidir-lo a donar a Stalin, el seu aliat lleial, més i més poder. Amb l'ajut de Kàmenev, el 1922 Stalin va ser nomenat Secretari General.
Lenin patí un accident vascular cerebral el 1922, veient-se obligat a semiretirar-se a Gorki. Stalin el visità sovint, actuant com el seu intermediari amb el món exterior. La parella discutí i la seva relació es deteriorà. Lenin dictà notes cada cop més despectives vers a Stalin en el que seria el seu testament. Allà criticà les maneres rudes de Stalin, el seu poder excessiu, la seva ambició i les seves polítiques, i suggerí que Stalin hauria de ser rellevat del càrrec de Secretari General. Durant el semiretir de Lenin, Stalin forjà una aliança amb Kamenev i Grigori Zinóviev en contra de Trotski. Aquests aliats evitarien que el Testament de Lenin fos revelat al Vintè Congrés del Partit a l'abril de 1923.
Lenin va morir d'un atac de cor el 21 de gener de 1924. Després de la mort de Lenin, el 1924, es va desencadenar una lluita política i ideològica dins el partit que es podria resumir així:
1. Els partidaris de Trotski i Zinóviev que defensen la tesi de la revolució permanent, tot dient que el que cal és engegar altres revolucions a Europa perquè és impossible sostenir el socialisme a l'URSS (els koljoses i els kulaks serien els embrions del poder capitalista que enderrocaria als soviets), i d'altra banda defensava l'eliminació dels kulaks com a única possibilitat per tirar endavant el socialisme a l'URSS. És el corrent que seria titllat per Stalin d'"aventuristes d'esquerres", perquè una confrontació tan directa amb tots els poders capitalistes era excessivament aventurer i poc realista.
2. Els partidaris de Bukharin, que defensen la tesi de l'afebliment de la lluita de classes, tot dient que és innecessari preocupar-se per res perquè el socialisme iniciat és imparable (i per tant que la col·lectivització del Koljoses i la lluita contra els kulaks no cal). És el corrent que seria titllat per Stalin d'"oportunistes de dretes" perquè subestimava d'una manera sospitosa a les forces capitalistes que encara residien a l'URSS.
3. Els partidaris de Stalin i Kàmenev que defensen la tesi del socialisme en un sol país, tot dient que sí que és possible el socialisme a l'URSS i és pel que cal lluitar (i no continuar la revolució, com assenyalen els del punt 1) però amb mesures cautelars i preventives (col·lectivitzant els kolkhozs i perseguint els kulaks si s'oposen a això, oposant-se als dels punts 1 i 2).

Després, les disputes de Stalin amb Kàmenev i Grigori Zinóviev s'intensificaren. Llavors, Stalin s'alià amb Nikolai Bukharin. Trotski, Kamenev i Zinóviev van ser expulsats del Partit. Kamenev i Zinóviev van ser readmesos, però Trotski va haver d'exiliar-se de la Unió Soviètica.
Stalin va impulsar una gran industrialització i un control central de l'economia, en contra la Nova Política Econòmica de Lenin. Després de la revolta del 1927, un dèficit crític en el subministrament de gra va fer que Stalin impulsés la col·lectivització de l'agricultura i ordenés confiscar les reserves de gra dels grangers dels kulaks. Bukharin atacà aquestes polítiques i defensà un retorn a la política de Lenin, però la resta del Politburó se situà darrere de Stalin i Bukharin va ser expulsat al novembre de 1929.

## Canvis en la societat soviètica, 1927-1939

### Enfortiment dels serveis secrets soviètics i la intel·ligència

...«La mort d'una persona és una tragèdia, la de milions, és estadística» ...

Stalin va incrementar vastament el poder i l'abast de les agències de policia secreta de l'estat i d'intel·ligència. Sota la seva guia, les forces soviètiques d'intel·ligència començaren a establir xarxes d'intel·ligència a la majoria de les grans potències, incloent-hi Alemanya (el famós anell d'espies Rote Kappelle), Gran Bretanya, França, Japó i els Estats Units. Stalin no veia diferències entre l'espionatge, les accions de propaganda política comunista i la violència sancionada per l'Estat, i començà a integrar totes aquestes activitats a l'NKVD. Stalin va fer un ús considerable del Moviment Comunista Internacional per tal d'infiltrar agents i assegurar-se que els partits comunistes estrangers seguien sent prosoviètics i pro-Stalin.
Un dels millors exemples de l'habilitat de Stalin per integrar la policia secreta i l'espionatge a l'estranger va ser el 1940, quan aprovà que la policia secreta assassinés Lev Trotski a Mèxic (assassinat comès pel català Ramon Mercader).

### El culte a la personalitat
Stalin creà un culte a la personalitat a la Unió Soviètica dirigit a Lenin i a ell mateix. Nombroses poblacions, viles i ciutats van canviar els seus noms en honor del líder soviètic, i en honor seu es van instituir el Premi Stalin i el Premi a la Pau Stalin. Va acceptar tot de títols grandiloqüents (com, per exemple, «Corifeu de la Ciència», «Pare de les Nacions», «Geni Brillant de la Humanitat», «Gran Arquitecte del Comunisme», «Jardiner de la Felicitat Humana», etc.), i ajudà a reescriure la història soviètica per donar-se a si mateix un paper molt més significant a la Revolució. Al mateix temps, segons Khrusxov, insistí que seria recordat per «l'extraordinària modèstia característica de la gent realment gran». Les estàtues de Stalin que s'erigiren per tota la Unió Soviètica el mostraven d'una alçada i una constitució com la d'Alexandre III, mentre que a les fotografies es mostra que devia fer entre 165 i 168 cm.
Lev Trotski criticà el culte a la personalitat construït al voltant de Stalin. Durant la Segona Guerra Mundial, aquest arribà a nous nivells, amb el nom de Stalin sent inclòs al nou himne nacional soviètic. Stalin esdevingué el focus de la literatura, la poesia, la música, la pintura i el cine, arribant a mostrar una devoció servil, atorgant a Stalin qualitats gairebé divines, i suggerint que ell sol havia guanyat la Segona Guerra Mundial. És discutible fins a quin punt ell mateix gaudia de tota aquesta devoció. El comunista finès Tuominen recorda un brindis sarcàstic proposat per Stalin a la Celebració d'Any Nou de 1935 quan afirmà: «Camarades! Vull proposar un brindis pel nostre patriarca, vida i sol, alliberador de les nacions, arquitecte del socialisme – i recità tots els apel·latius que rebia en aquells temps -, Ióssif Vissarionovitx Stalin, i espero que aquest sigui el primer i darrer discurs fet a aquest geni aquest vespre».
En un discurs el 1956, Nikita Khrusxov denuncià les accions de Stalin: «És inadmissible i aliè a l'esperit del marxisme-leninisme elevar a una persona, transformant-la en un superhome posseïdor de característiques sobrenaturals com si fos un déu».

### Purgues i deportacions

#### Les Purgues
Stalin, com a cap del Politburó consolidà el seu poder absolut a la dècada de 1930 amb una Gran Purga del partit, justificada per expulsar «oportunistes» i «infiltrats contrarevolucionaris». Aquells que eren marcats com a objectiu de la purga sovint eren expulsats del Partit, tot i que també patien mesures més severes, des de l'empresonament als camps de treballs dels Gulags, a ser executat després de judicis portats a terme per les troikes de l'NKVD.
En la dècada de 1930, Stalin aparentment es mostrà cada cop més preocupat per la creixent popularitat de Serguei Kírov. Al XVII Congrés del Partit de 1934, on es votà per a un nou Comitè Central, Kírov només va rebre 3 vots negatius (va ser qui menys en va rebre), mentre que el mateix Stalin en rebé 1.108 (segons algunes fonts, alguns membres s'acostaren a Kírov perquè considerés el relleu de Stalin com a Secretari General, i segons altres fons, Kaganovitx va haver de manipular els resultats per ratificar la reelecció de Stalin). Després què Kírov fos assassinat l'1 de desembre de 1934 (que podria haver estat orquestrat per Stalin, car n'era el principal beneficiat d'aquella mort), Stalin inventà un detallat esquema per implicar als líders de l'oposició en l'assassinat, incloent-hi Trotski, Kàmenev i Zinóviev. Les investigacions i els judicis s'estengueren. Stalin passà una nova llei sobre «organitzacions i atemptats terroristes», segons la qual s'havien d'investigar en no més de 10 dies, sense fiscal, defensa o apel·lació, seguit d'una sentència per a ser executat «ràpidament».
Posteriorment, se celebraren molts judicis en el que va acabar coneixent-se com els Judicis de Moscou, tot i que els procediments es repetiren per tot el país. L'article 58 del codi penal, que tractava sobre les activitats anti-soviètiques prohibides titllant-les com un crim contrarevolucionari va ser aplicat de la manera més ampla. El més nimi pretext era prou per titllar algú d'enemic del poble, començant així el cicle de persecució pública, procedint als interrogatoris, la tortura i la deportació, si no la mort. La paraula russa troika adquirí un nou significat: un judici ràpid i simplificat per un comitè de 3 membres subordinat a l'NKVD, en el que la sentència es portava a terme en menys de 24 hores.
| |
| |
| Nikolai Iejov, el jove que camina al costat de Stalin a la foto superior a la dècada de 1930, va ser afusellat al 1940. Després de la seva mort, Iejov va ser suprimit de la fotografia pels censors soviètics. Retocs com aquests van ser una pràctica habitual durant el mandat de Stalin. |

Molts caps militars van ser sentenciats per traïció, i seguí una purga a gran escala dels oficials de l'Exèrcit Roig. La repressió de tants vells revolucionaris i membres del partit d'alt rang va fer que Lev Trotski afirmés que un «riu de sang» separava el règim de Stalin del de Lenin. L'agost de 1940, Trotski va ser assassinat a Mèxic, on havia viscut a l'exili des de gener de 1937; la seva mort eliminava al darrer dels adversaris de Stalin d'entre els antics caps del Partit. Els tres únics «Vells Bolxevics» (del Politburó de Lenin) que quedaven eren Stalin, Mikhaïl Kalinin i el President del Sovnarkom Viatxeslav Mólotov.
Les operacions massives de l'NKVD també apuntaren a «contingents nacionals» (ètnies estrangeres) com polonesos, alemanys, coreans, etc. Un total de 350.000 persones (144.000 polonesos) van ser detinguts, dels quals 247.157 (110.000 polonesos) van ser executats. Sent conseqüents amb les purgues, hi hagué esforços extensius per reescriure la història soviètica als llibres de text i a la resta del material de propaganda. Gent notable executada per l'NKVD van ser eliminats de texts i fotografies com si mai no haguessin existit. Gradualment, la història de la Revolució es transformà en una història amb només dos personatges claus: Lenin i Stalin.
Davant de les revelacions que apareixen dels arxius soviètics, els historiadors estimen que durant el transcurs del terror van ser executades unes 700.000 persones (353.074 al 1937 i 328.612 al 1938), dels quals la immensa majoria de víctimes eren ciutadans soviètics «vulgars»: treballadors, pagesos, professors, clergues, músics, soldats, ballarines, captaires. Alguns autors creien que les proves als arxius soviètics són incompletes o no són compreses. Per exemple, Robert Conquest suggereix que la xifra probable d'execucions durant la Gran Purga no és de 681.692, sinó que pot ser de dues vegades i mitja més; afirmant que el KGB va maquillar els registres, falsificant les dates i causes de les morts o de les víctimes rehabilitades.
Stalin va signar personalment 357 llistes de proscripció el 1937 i 1938, en les que condemnava a unes 40.000 persones a ser executades, de les quals està confirmat que prop d'un 90% van ser-ho. En aquells moments, mentre que revisava una llista, Stalin va dir: «Qui recordarà tot això d'ací a 10 o 20 anys? Ningú. Avui qui recorda els noms d'aquells que els boiars d'Ivan el Terrible van matar? Ningú». A més, Stalin envià un contingent de l'NKVD a Mongòlia, on establiren una versió mongola de la troika de l'NKVD i dugueren a terme una purga sagnant, en la que desenes de milers van ser executats com a «espies japonesos». El governant mongol Khorloogiin Choibalsan seguí el lideratge de Stalin de ben a prop.

#### Les transferències de població
Poc abans, durant i immediatament després de la Segona Guerra Mundial, Stalin ordenà una sèrie de deportacions a gran escala, que afectaren profundament el mapa ètnic de la Unió Soviètica. S'estima que, entre 1941 i 1949, prop de 3,3 milions de persones van ser deportades a Sibèria i a les repúbliques de l'Àsia central. Segons algunes estimacions, un 43% d'aquesta població reassentada va morir de malalties i malnutrició.
El separatisme, la resistència al mandat soviètic i la col·laboració amb els invasors alemanys eren les causes oficials citades per a les deportacions, fossin reals o no. Les circumstàncies individuals dels que passaven temps als territoris ocupats pels alemanys no eren examinades. Després de la breu ocupació nazi del Caucas, tota la població dels 5 dels petits pobles de les muntanyes i els tàrtars de Crimea (més d'un milió de persones en total) van ser deportats sense avís o tenir cap oportunitat de prendre les seves possessions.
Durant el mandat de Stalin, els següents grups ètnics van ser totalment o parcialment deportats: ucraïnesos, polonesos, coreans, alemanys del Volga, tàtars de Crimea, calmucs, txetxens, inguixos, balkars, katatxais, meskhs, finesos, búlgars, grecs, letons, lituans, estonians i jueus. Un gran nombre de kulaks, independentment de la seva nacionalitat, van ser reassentats a Sibèria i a l'Àsia central. Les deportacions van tenir lloc en condicions infrahumanes, sovint en vagons de bestiar, i centenars de milers de deportats van morir durant el trajecte. Els supervivents eren obligats a treballar sense cobrar als camps de treballs, dels quals molts van morir de fam o d'esgotament o malalties diverses.
Al febrer de 1956, Nikita Khrusxov condemnà les deportacions com una violació del leninisme, revertint moltes d'elles, tot i que no va ser fins al 1991 que els Tatars, els Meskhs i els alemanys del Volga van poder tornar en massa a les seves llars. Les deportacions van tenir un profund efecte als pobles de la Unió Soviètica. El record de les deportacions va tenir un paper capital en els moviments separatistes de les Repúbliques Bàltiques, el Tatarstan i Txetxènia, encara avui.

### Les col·lectivitzacions
Ióssif Stalin el 1928 va establir un procés de col·lectivització com la solució a la crisi en la distribució agrícola que es patia des de 1927 mentre la Unió Soviètica seguia amb el seu ambiciós programa d'industrialització i va promoure els kolkhozs com a associació obligatòria de tots els productors agrícoles fortament centralitzada on l'Estat cedia la propietat de la terra (cultivable o forestal) a la comunitat rural que regiria la cooperativa amb l'obligació d'assolir els objectius marcats per l'Estat, que tenia un control absolut sobre la producció i distribució. El 1936 n'hi havia 248.000, dirigides majoritàriament per membres del PCUS. D'altra banda, cal destacar que els primers kolkhozos són documentats des de 1917, quan foren adoptats voluntàriament per alguns camperols. Stalin també va idear un altre tipus de propietat socialista: els sovkhoz, que eren granges estatals emprades en sectors no agrícoles, de funcionament semblant als kolkhoz però que empraven mà d'obra assalariada, i que foren molt inferiors en nombre a aquests.
La intenció era incrementar l'excedent agrícola a gran escala mitjançant granges mecanitzades, aconseguir un control polític més directe de la pagesia, i fer més eficients el cobrament dels impostos. La col·lectivització significà uns canvis socials dràstics, a una escala que no s'havien vist des de l'aboliment de la servitud el 1861, i l'alineació del control de la terra i el seu fruit. A més, la col·lectivització també significà una caiguda dràstica del nivell de vida de la pagesia, i comportà una reacció violenta per part d'aquesta. En els primers anys de la col·lectivització s'estimà que la producció industrial creixeria un 200% i l'agrícola un 50%, però aquestes estimacions no es van complir. Stalin en va fer responsable als kulaks (la pagesia rica), que es resistien a la col·lectivització (tot i que els kulaks només eren el 4% de la població pagesa). Aquells que, oficialment, van ser definits com a "kulaks", "que ajudaven als kulaks" i posteriorment, "exkulaks" van ser afusellats, enviats als camps de treballs dels gulags, o deportats a les regions remotes del país, depenent de l'acusació. Les dades dels arxius indiquen que unes 20.200 persones van ser executades el 1930, l'any de la Dekulakització.

### Les fams
La fam afectà per tota la Unió Soviètica. S'estima que a causa de la fam van morir entre 5 i 10 milions de persones. La pitjor fam a la Rússia tsarista, el 1891, havia causat entre 375.000 i 400.000 morts. Estudis recents es mostren d'acord que les fams van ser causades més per les polítiques del govern de la Unió Soviètica sota Stalin, més que no pas per motius naturals.
Segons, "El total de la collita de gra soviètica no va ser pitjor que la de 1931... no va ser un fracàs de les collites, sinó que van ser les demandes excessives de l'Estat, que els van obligar sense pietat, el que va costar la vida a 5 milions de camperols ucraïnesos". Stalin rebutjà alliberar grans reserves de gra, que podrien haver alleugerit la fam, mentre que continuava exportant-ne. Estava convençut que els camperols ucraïnesos n'havien amagat, i va fer que s'apliquessin mesures draconianes per a les noves granges col·lectives. Altres historiadors afirmen que les collites insuficients de 1931 i 1932 van causar una varietat de desastres naturals que van resultar en la fam, fins que la gran collita de 1933 va acabar-la. Els historiadors soviètics, entre d'altres, han argumentat que la ràpida col·lectivització de l'agricultura era necessària per a assolir una igualment ràpida industrialització de la Unió Soviètica i, finalment, guanyar la Segona Guerra Mundial.
L'URSS també experimentà una gran fam el 1947, com a resultat dels danys de guerra, però l'economista Michael Ellman afirmà que es podria haver previst si el govern no hagués descuidat les seves reserves de gra. El cost de la fam van ser entre 1 i 1,5 milions de vides.

#### La fam d'Ucraïna
La fam Holodomor és, a vegades, citada com el genocidi ucraïnès, afirmant que va ser dirigit pel govern soviètic, per tal de destruir Ucraïna com a factor polític i entitat social. Si bé els historiadors continuen en desacord sobre quines polítiques que portaren al Holodomor es poden considerar dins de la definició legal de genocidi, 26 països han reconegut el Holodomor com a tal. El 28 de novembre de 2006, el Parlament Ucraïnès aprova una llei d'acord la qual la fam forçada durant l'era soviètica havia estat una acció de genocidi contra el poble ucraïnès. El Professor Michael Ellman conclou que els ucraïnesos van ser víctimes de genocidi el 1932-33, d'acord amb una àmplia definició, que és secundada per diversos especialistes en el camp de l'estudi dels genocidis. Afirma que la política soviètica va exacerbar en gran manera el nombre de morts per la fam (com l'ús de la tortura i les execucions per aconseguir gra, amb 1,8 milions de tones de gra - quantitat suficient per alimentar 5 milions de persones durant un any - sent exportades durant el punt màxim de la fam; i l'ús de la força va evitar que els camperols famolencs poguessin emigrar a altres zones, i rebutjant importar gra o assegurar-se l'ajut internacional humanitari per alleugerir la fam); i Stalin intentà usar la fam com un mitjà barat i efectiu (en oposició a les despeses que comportaven les deportacions i les execucions) per matar aquells considerats com a "contrarrevolucionaris", "mandrosos" i "lladres", però no per anihilar la pagesia ucraïnesa com a conjunt. També afirma que, si bé no va ser l'únic genocidi soviètic (també va existir, per exemple, l'Operació de l'NKVD a Polònia) és el pitjor en termes de baixes.
Les estimacions actuals sobre la xifra total de baixes a la Ucraïna soviètica oscil·la entre els 2,2 milions als 4-5 milions.
El gener del 2010, un jutjat ucraïnès considerà a Ióssif Stalin i a altres líders de l'antiga Unió Soviètica com a culpables de genocidi per "organitzar una fam massiva a Ucraïna entre 1932-33". Però el jutjat declinà "va posar fi al procediment penal sobre la mort dels sospitosos".

### La industrialització
La Guerra Civil Russa i el comunisme de guerra havien tingut un efecte devastador sobre l'economia del país. La producció industrial de 1922 va ser només un 13% del que havia estat el 1914. Sota la Nova Política Econòmica seguí una recuperació que permeté un cert grau de flexibilitat en el mercat dins del context del socialisme. Sota la direcció de Stalin, aquesta política va ser substituïda per un sistema centralitzat de Plans Quinquennals, el primer dels quals es va decretar el 1928 per al període 1929 a 1933. Aquest pla es basava en un programa molt ambiciós d'industrialització a gran escala i col·lectivització de l'agricultura.
Amb un capital inicial no disponible a causa de la reacció internacional a les polítiques econòmiques, amb un escàs comerç internacional i virtualment sense infraestructures modernes, el govern de Stalin finança la industrialització restringint el consum dels ciutadans soviètics per assegurar que el capital es dirigia per reinvertir-lo en la indústria, així com mitjançant l'explotació sense pietat dels kulaks.
El 1933, els ingressos reals dels treballadors van caure fins a una desena part del nivell de 1926. Els presoners comuns i polítics dels camps de treballs van ser obligats a realitzar treballs sense cobrar, i els membres del Partit o del Komsomol sovint eren "mobilitzats" per portar a terme diversos projectes de construcció. La Unió Soviètica usà nombrosos experts estrangers per dissenyar fàbriques noves, supervisar la construcció, instruir als treballadors i millorar els processos de manufactura. El contractista estranger més notable va ser la firma Albert Kahn, que dissenyà i construí 521 fàbriques entre 1930 i 1932. Per un general, aquestes fàbriques tenien equipament importat.
Tot i avaries i fracassos inicials, els dos primers Plans Quinquennals van aconseguir una ràpida industrialització a partir d'una base econòmica molt baixa. Si bé generalment s'està d'acord amb el fet que la Unió Soviètica aconseguí uns nivells significatius de creixement sota Stalin, la taxa precisa de creixement és discutida. El que no es discuteix, en canvi, és que aquestes fites es van aconseguir a canvi de milions de vides. Les estimacions soviètiques afirmes que la taxa de creixement va ser d'un 13,9%; mentre que les estimacions russes i occidentals són només d'un 5,8% ó, fins i tot, de només un 2,9%. En canvi, el creixement industrial soviètic va ser molt més alt després de la mort de Stalin.
D'acord amb Robert Lewis, el pla quinquennal ajudà substancialment a modernitzar l'antiquada economia soviètica. Es desenvoluparen nous productes, i l'escala de producció i eficiència s'incrementà enormement. Es realitzaren innovacions basant-se en desenvolupaments tècnics locals, a més de la importació de tecnologia. Tot i els seus enormes costos, l'esforç d'industrialització permeté a la Unió Soviètica lluitar i, en darrera instància, guanyar la Segona Guerra Mundial.

### Ciència
La ciència a la Unió Soviètica estava sota un estricte control ideològic de Stalin i el seu govern, de la mateixa manera que succeïa a l'art i a la literatura. Hi va haver progressos significatius en els dominis "ideològicament segurs", gràcies a l'educació soviètica gratuïta i a la recerca finançada per l'estat. En canvi, en diversos casos, les conseqüències de la pressió ideològica va ser dramàtica (els casos més dramàtics van ser la genètica i la cibernètica, considerades "pseudociències burgeses". Alguns camps de la física també van ser criticats. En canvi, si bé en un inici es planejà, i el mateix Stalin personalment i directament contribuí a estudiar la lingüística, el treball principal d'aquest camp va ser un petit assaig, "Marxisme i Qüestions Lingüístiques". La recerca científica es va veure dificultada pel fet que molt científics van ser enviats als camps de treball (incloent-hi a Lev Landau, qui guanyà un Premi Nobel, que passà tot un any a presó el 1938-1939) o executats (com Lev Xúbnikov, afusellat el 1937).

### Serveis socials
Durant el govern soviètic, el poble va gaudir d'una certa liberalització social. Les nenes tenien una educació adequada i igual; i les dones tenien els mateixos drets laborals, millorant així les seves vides i les de les seves famílies. El desenvolupament estalinista també contribuí als avenços en salut, amb una millora significativa en la qualitat i l'esperança de vida dels ciutadans soviètics. Les polítiques de Stalin van garantir al poble soviètic l'accés universal a l'assistència mèdica i a l'educació, creant la primera generació lliure del temor al tifus, el còlera i la malària. L'erradicació d'aquestes malalties van fer que l'esperança de vida augmentés per dècades.
Les dones soviètiques sota Stalin van ser la primera generació que podien donar a llum en la seguretat d'un hospital, amb accés a l'assistència prenatal. L'educació també va ser un exemple d'un increment dels estàndards de vida després del desenvolupament econòmic. La generació nascuda durant el mandat de Stalin va ser la primera generació pràcticament totalment educada. Milions es beneficiaren de les campanyes de literalització massiva a la dècada dels 30, així com dels esquemes de preparació pels treballadors. Els enginyers van anar a aprendre tecnologia industrial, i centenars d'enginyers estrangers van ser portats a la Unió Soviètica. Els enllaços de transport van ser millorats, construint-se noves vies ferroviàries. Els treballadors que superaven les seves quotes, els Stakhanovites, rebien diversos incentius pel seu treball, i podien accedir a l'adquisició dels productes produïts en massa per una economia soviètica en una veloç expansió.
L'increment en la demanda deguda a la industrialització i la reducció de la força laboral deguda a la Segona Guerra Mundial, així com per les repressions van fer que hi hagués una expansió en les oportunitats laborals pels supervivents, especialment per a les dones.

### Cultura
Encara que va néixer a Gèorgia, Stalin era un nacionalista rus i va promoure de manera significativa la història, el llenguatge i els herois nacionals russos, en particular durant les dècades de 1930 i 1940. Va fer que russos esdevinguessin el germà gran de les minories no-russes.
Durant el mandat de Stalin regnà l'estil del realisme soviètic en la pintura, l'escultura, la música, el teatre i la literatura. Els estils anteriorment descrits com a «revolucionaris» (com l'expressionisme, l'abstracció i l'experimentació avant-garde van ser abandonats o van ser denunciats com a formalistes.
Figures famoses van ser repressaliades, i molts van ser perseguits, torturats i executats, tant «revolucionaris» (com Isaac Babel, Vsévolod Meierhold, Anna Akhmatova, Nikolai Gumilev o Lev Gumilev) com «no conformistes» (com Osip Mandelstam). Fins a quin punt Stalin s'involucrà és objecte de discussió. La novel·la favorita de Stalin, Faraó, compartia similituds amb la pel·lícula Ivan el Terrible, de Serguei Eisenstein, va ser produïda sota la tutela de Stalin.
En arquitectura, l'Estil Imperial Estalinista (bàsicament, un neoclassicisme a gran escala, exemplificat per les Set Germanes de Moscou) substituí el constructivisme de la dècada dels 20. El mandat de Stalin va tenir un efecte perjudicial en les cultures indígenes d'arreu de la Unió Soviètica, degut a les polítiques de la korenizàtsia i el desenvolupament forçós eren possiblement beneficioses per a la integració de les generacions posteriors de les cultures indígenes.

### Religió
Stalin seguí la posició adoptada per Lenin segons la qual la religió era un opi que calia eliminar per a construir la societat comunista ideal. Amb aquest fi el seu govern promogué l'ateisme mitjançant una educació atea a les escoles, un munt de propaganda antireligiosa, la tasca antireligiosa de les institucions religioses
, les lleis discriminatòries i una campanya de terror contra els creients religiosos. Vers 1940 esdevingué perillós ser públicament associat amb la religió.
El paper de Stalin en el destí de l'Església Ortodoxa Russa és complexa. La persecució continuada durant els anys 30 van resultar gairebé en la pràctica l'extinció com a institució pública: el 1939, les parròquies actives només sumaven uns pocs centenars (de les 54.000 existents el 1917), moltes esglésies havien estat arrasades, i desenes de milers de sacerdots i religiosos havien estat perseguits i morts. En les purgues de 1937-38 uns 100.000 van ser executats. Durant la Segona Guerra Mundial, es va permetre una revifada a l'Església com a organització patriòtica, després que l'NKVD hagués reclutat al nou metropolità, el primer després de la Revolució, com a agent secret. Milers de parròquies van tornar a ser activades fins a una posterior tongada de supressions a l'època de Khrusxov. El reconeixement del govern soviètic i de Stalin per part del Sínode de l'Església Ortodoxa Russa va comportar un cisma amb l'Església Ortodoxa Russa fora de Rússia.
Pocs dies abans de la mort de Stalin, certs grups religiosos van ser declarats fora de la llei i perseguits. Diverses religions pròpies de les regions ètniques de la Unió Soviètica incloent catòlics, uniats, baptistes, islamistes, budistes, jueus, etc., van experimentar situacions similars a les esglésies ortodoxes en altres parts: milers de monjos van ser perseguits, i centenars d'esglésies, sinagogues, mesquites, temples, monuments sagrats, monestirs i d'altres edificis religiosos van ser saquejats.

### Stalin com a teòric
Stalin i els seus seguidors van remarcar la noció que el socialisme podia ser construït i consolidat en un país tan subdesenvolupat com Rússia a la dècada de 1920. De fet, aquest podia ser l'únic mitjà en què podia ser construït en un ambient hostil. El 1933, Stalin presentà la teoria de l'agreujament de la lluita de classes juntament amb el desenvolupament del socialisme, argumentant que a mesura que el país avancés, s'usarien formes més acurades de lluita per les restes de les classes explotades en els seus darrers esforços i que, per tant, la repressió política era necessària.
El 1936, Stalin anuncià que la societat de la Unió Soviètica consistia en dues classes no antagonistes: els treballadors i la pagesia dels kolkhozs. Aquestes es corresponien a les dues formes diferents de la propietat dels mitjans de producció que existien a la Unió Soviètica: la propietat estatal (pels treballadors) i la propietat col·lectiva (per la pagesia). A més de tot això, Stalin afegí l'extracte de la intelligentsia. El concepte de les classes no antagonistes era totalment nou per a la teoria leninista. Entre les contribucions de Stalin a la literatura teòrica comunista està "El Marxisme i la Qüestió Nacional", "Trotskisme o Leninisme" i "Les Obres Completes de Stalin".

## Càlcul del nombre de víctimes
Les recerques fetes abans de la dissolució de la Unió Soviètica el 1991 que intentaven comptabilitzar la xifra de gent morta durant el règim de Stalin van produir unes estimacions que anaven entre els 3 i els 60 milions. Després que la Unió Soviètica es dissolgués, els arxius soviètics van passar a la llum pública, i amb ells els registres oficials de les execucions d'aproximadament 800.000 presoners sota el mandat de Stalin tant per delictes polítics com per crims, va haver-hi uns 1,7 milions de morts als gulags i uns 390.000 morts més durant els reassentaments forçosos dels kulaks; comptabilitzant en total uns 3 milions de víctimes registrades oficialment en aquestes categories.
Els arxius oficials soviètics no contenen xifres comprensibles per a algunes categories de víctimes, com les de les deportacions ètniques o de les transferències de població alemanya després de la Segona Guerra Mundial. Entre altres exclusions notables als registres de l'NKVD estan la massacre de Katyn i les diverses matances a les zones ocupades, així com els afusellaments massius de personal de l'Exèrcit Roig (desertors o considerats com a tals) el 1941. A més, les estadístiques sobre la mortaldat als Gulags exclouen les morts dels presoners que van morir poc després de ser alliberats, però que van morir de resultes del tractament brutal als camps. Alguns historiadors també creuen que les xifres oficials dels arxius que van ser registrats per les autoritats soviètiques són incompletes. A més de tots aquests errors en realitzar un arxiu comprensible, historiadors com Robert Gellately o Simon Sebag-Montefiore argumenten que molts sospitosos colpejats i torturats fins a la mort mentre que estaven en "custòdia investigadora" no han sigut comptats entre els executats.
Els historiadors que treballaven després de la dissolució de la Unió Soviètica han estimat que el total de víctimes oscil·len entre els 4 i els 10 milions, sense incloure els que van morir a les fams. L'escriptor Vadim Erlikma, per exemple, va fer les següents estimacions:
- execucions: 1,5 milions
- gulags: 5 milions
- deportacions: 1,7 milions de 7,5 milions de deportats
- presoners de guerra i civils alemanys: 1 milió,

fent un total de 9 milions de víctimes de la repressió.
Alguns també han inclòs les morts de 6 a 8 milions de persones a les fams de 1932-1933 com a víctimes de la repressió de Stalin. Aquesta categorització també té la seva controvèrsia, a causa del fet que els historiadors difereixen si les fams van ser una part deliberada de la campanya de repressió contra els kulaks i d'altres, o simplement, una conseqüència inintencionada de la lluita per la col·lectivització a la força.
Així doncs, si s'inclouen les víctimes de la fam, la mort d'un mínim de 10 milions de persones (6 milions de la fam i 4 milions d'altres causes) són atribuïbles al règim, amb unes xifres que arriben a un voltant de 20 milions, citant uns totals de víctimes d'execucions, gulags, deportacions i altres causes molt majors. Afegint entre 6 i 8 milions de víctimes de la fam a les estimacions d'Erlikman, per exemple, s'arribaria a entre 15 i 17 milions de víctimes. L'investigador Robert Conquest, mentrestant, ha revisat la seva estimació original de 30 milions de víctimes rebaixant-la fins a 20 milions. Altres mantenen que la seva anterior estimació de 30 milions era correcta.

## La Segona Guerra Mundial, 1939-1945

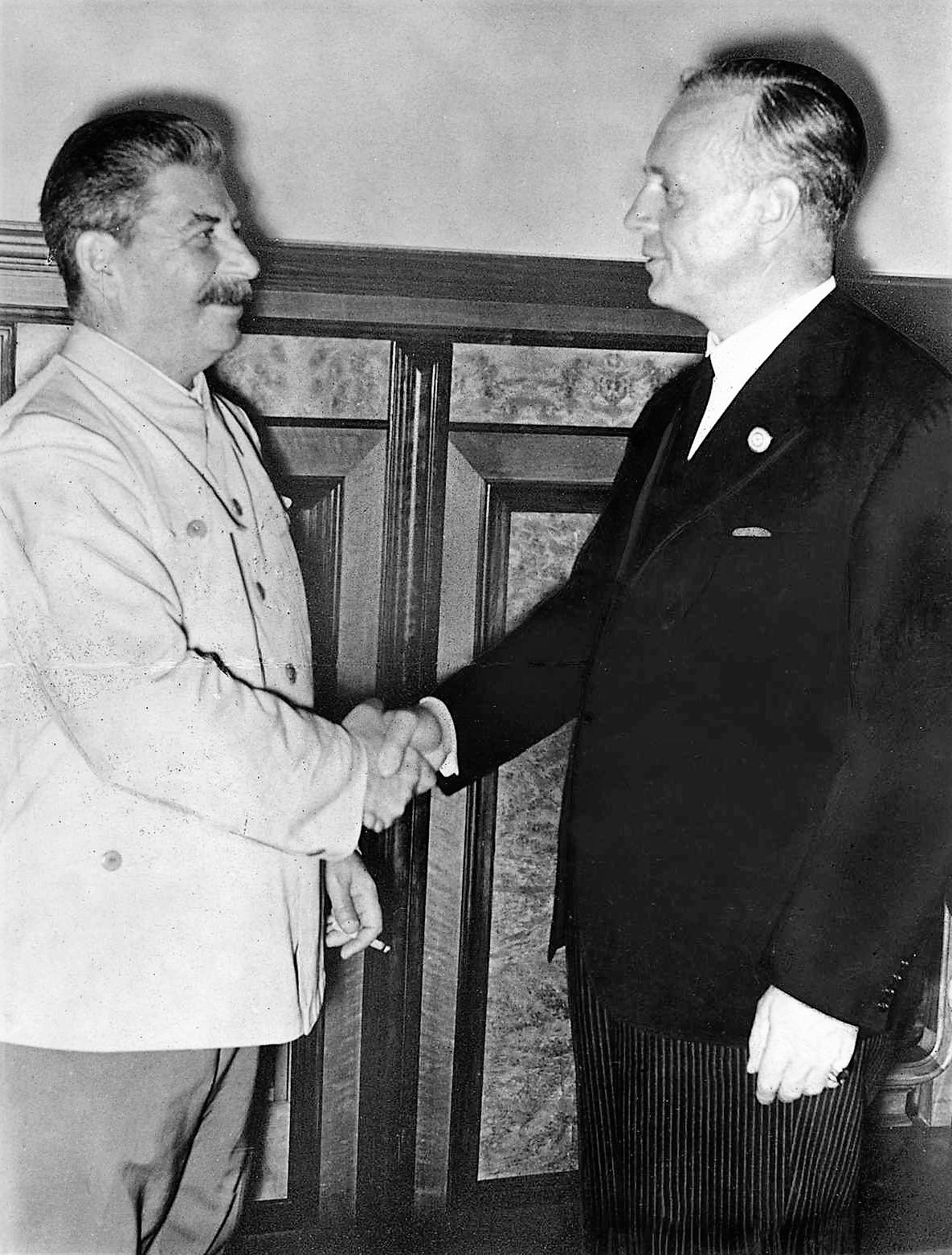
Ribbentrop i Stalin en la signatura del Pacte.

Després d'un intent fracassat de signar una aliança política anti-alemanya amb França i el Regne Unit, i de converses amb Alemanya per a un potencial acord polític, el 23 d'agost de 1939, i davant de la sorpresa i l'astorament de tot el món, la Unió Soviètica signava un pacte de no-agressió amb l'Alemanya Nazi de 10 anys de duració, negociat pel ministre d'exteriors soviètic Viatxeslav Mólotov i el ministre d'exteriors alemany Joachim von Ribbentrop. Oficialment només es tractava d'un pacte de no-agressió, si bé també incloïa un protocol annex secret, també signat el 23 d'agost, segons el qual l'Europa Oriental quedava dividida en esferes d'influència entre ambdues potències.
La part oriental de Polònia, Letònia, Estònia, Finlàndia i part de Romania eren reconegudes com a parts de l'esfera d'influència soviètica; i Lituània va ser afegida en un segon protocol secret signat al setembre de 1939. Stalin i Ribbentrop van intercanviar brindis la nit de les signatures tot comentant les passades hostilitats entre ambdós països.

### La implementació de la divisió de l'Europa Oriental i altres invasions
L'1 de setembre de 1939, la invasió alemanya de Polònia marcà l'inici de la Segona Guerra Mundial. El 17 de setembre l'Exèrcit Roig envaí la Polònia oriental i ocupà el territori polonès que tenia assignat pel pacte Mólotov-Ribbentrop, seguit per la coordinació amb les forces alemanyes a Polònia. Onze dies després es modificà el protocol secret del Pacte Mólotov-Ribbentrop, concedint a Alemanya una part major de Polònia, cedint Lituània a la Unió Soviètica.

Pla original i canvis territorials a l'Europa Central i Oriental 1939-1940

Després que Stalin declarés que anava a «arreglar el problema bàltic», al juny de 1940 Lituània, Letònia i Estònia van ser incloses a la Unió Soviètica, seguides d'accions i repressions que comportaren la mort de 160.000 civils d'aquests països. Després d'encarar una resistència decidida a la invasió de Finlàndia, se signà una pau interina, concedint a la Unió Soviètica la regió oriental de Carèlia (el 10% del territori finès).
Després d'aquesta campanya, Stalin es posà en marxa per reforçar l'exèrcit soviètic, modificant la formació i millorant els esforços propagandístics. Al juny de 1940, Stalin dirigí l'annexió de Bessaràbia i la Bucovina septentrional, proclamant que aquestes regions romaneses com a part de la República Socialista Soviètica Moldava. Però a l'annexionar-se el nord de Bucovina, Stalin havia superat els límits acordats al protocol secret.

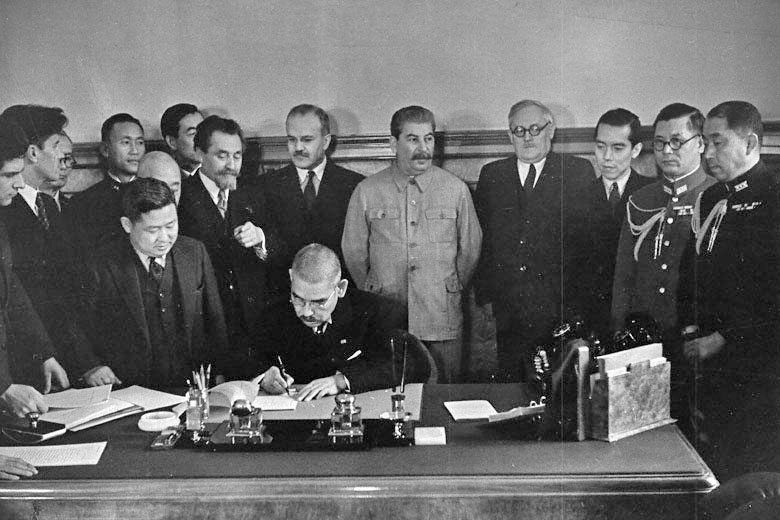
Stalin i Mólotov en la signatura del Pacte de neutralitat entre la Unió Soviètica i l'Imperi del Japó al 1941

Després que les Potències de l'Eix signessin el Pacte Tripartit a l'octubre de 1940, Stalin intercanvià cartes amb Ribbentrop, amb Stalin escrivint sobre arribar a un acord amb vista a assolir unes «bases permanents» pels seus «interessos mutus». Després d'una conferència a Berlín entre Hitler, Mólotov i Ribbentrop, Alemanya presentà a Mólotov una proposta per escrit per a un acord per entrar a l'Eix. El 25 de novembre, Stalin respongué amb una resposta per escrit per a accedir a l'Eix que mai no va ser resposta per Alemanya. Poc després, Hitler llançà una directiva secreta per preparar la invasió de la Unió Soviètica. En un esforç per demostrar les seves intencions pacífiques cap a Alemanya, el 13 d'abril de 1941, Stalin supervisà la signatura d'un pacte de neutralitat amb l'Imperi Japonès.

### Hitler trenca el pacte
La matinada del 22 de juny de 1941, Hitler trencà el pacte germano-soviètic llançant l'Operació Barbarroja, la invasió alemanya de la Unió Soviètica que inicià la guerra al Front Oriental. Tot i que Stalin havia estat advertit tant per espies com pels seus generals, estava convençut que Alemanya no atacaria la Unió Soviètica fins que Alemanya hagués derrotat la Gran Bretanya. En les primeres hores de l'atac alemany, Stalin dubtà, perquè volia assegurar-se que l'atac alemany era sancionat per Hitler i que no es tractava d'una acció sense autoritzar per algun general sense escrúpols.
En les primeres hores de l'atac alemany, Stalin es mostrà enfonsat, sense ser amo de les seves accions. Segons narren Nikita Khrusxov i Anastàs Mikoian, Stalin es retirà a la seva datxa desesperat durant diversos dies i no participà en les decisions. No obstant això, proves documentals han demostrat que això no és acurat: el mateix 22 de juny a les 9 del matí autoritzà a Timoixenko que presentés un pla per la creació d'un Comandament Suprem; el 23 de juny se'l passà treballant al seu despatx del Kremlin, i conformà el que seria la STAVKA. El 29 de juny va patir una recaiguda, marxant a la seva datxa un parell de dies. El 10 de juliol, a instàncies de Júkov, Stalin acceptà ser nomenat Comandant Suprem. A la fi de 1941, els exèrcits soviètics havien patit 4,3 milions de baixes, i els alemanys havien avançat 1.700 km.

### Els soviètics aturen els alemanys
Mentre que els alemanys avançaven, Stalin encara confiava que els Aliats guanyarien la guerra. El setembre del 1941, Stalin es reuní amb diplomàtics britànics i els digué que volia dos acords: (1) un pacte d'assistència i ajuda mútua i (2) el reconeixement que, després de la guerra, la Unió Soviètica adquiriria els territoris als països que haguessin pres en la divisió de l'Europa Oriental segons el Pacte Mólotov-Ribbentrop. Els britànics es mostraren d'acord amb l'ajut, però rebutjaren els guanys territorials, que Stalin acceptà mesos després, quan la situació militar s'havia deteriorat a mitjans de 1942. Al desembre, les tropes de Hitler es trobaven a 30 km del Kremlin de Moscou. El 5 de desembre, els soviètics llançaren una contraofensiva allunyant als alemanys entre 60 i 80 km de Moscou, sent la primera derrota significativa de la Wehrmacht en la guerra.
El 1942, Hitler modificà el seu objectiu principal d'una victòria immediata a l'Est, per a una campanya a llarg termini al sud de la Unió Soviètica, anomenada Cas Blau, per tal de conquerir els vitals camps petrolers del Caucas que permetrien als alemanys un llarg esforç de guerra. Mentre que els generals de l'Exèrcit Roig veien com l'interès de Hitler es dirigia cap al sud, Stalin ho considerà com una maniobra de flanqueig per prosseguir l'atac contra Moscou. Malgrat aquest error apreciació, Hitler es va obsessionar amb la conquesta de Stalingrad, donant lloc a una llarga batalla (agost de 1942- febrer de 1943). Una contraofensiva soviètica al mes de novembre de 1942, coneguda com a operació Urà, va provocar l'encerclament del VI exèrcit alemany i la seva posterior rendició en unes condicions extremes. Aquest fet va significar un gir de la marxa de la guerra. Durant la mateixa, la revista Time nomenà a Stalin com a Persona de l'Any en dues ocasions i va ser un dels aspirants a rebre el títol de Persona del Segle.

### Els soviètics es dirigeixen cap a Alemanya
Els soviètics van rebutjar la important campanya estratègica meridional alemanya i, tot i els 2,5 milions de baixes que van patir, va permetre que els soviètics mantinguessin l'ofensiva durant la resta de la guerra.

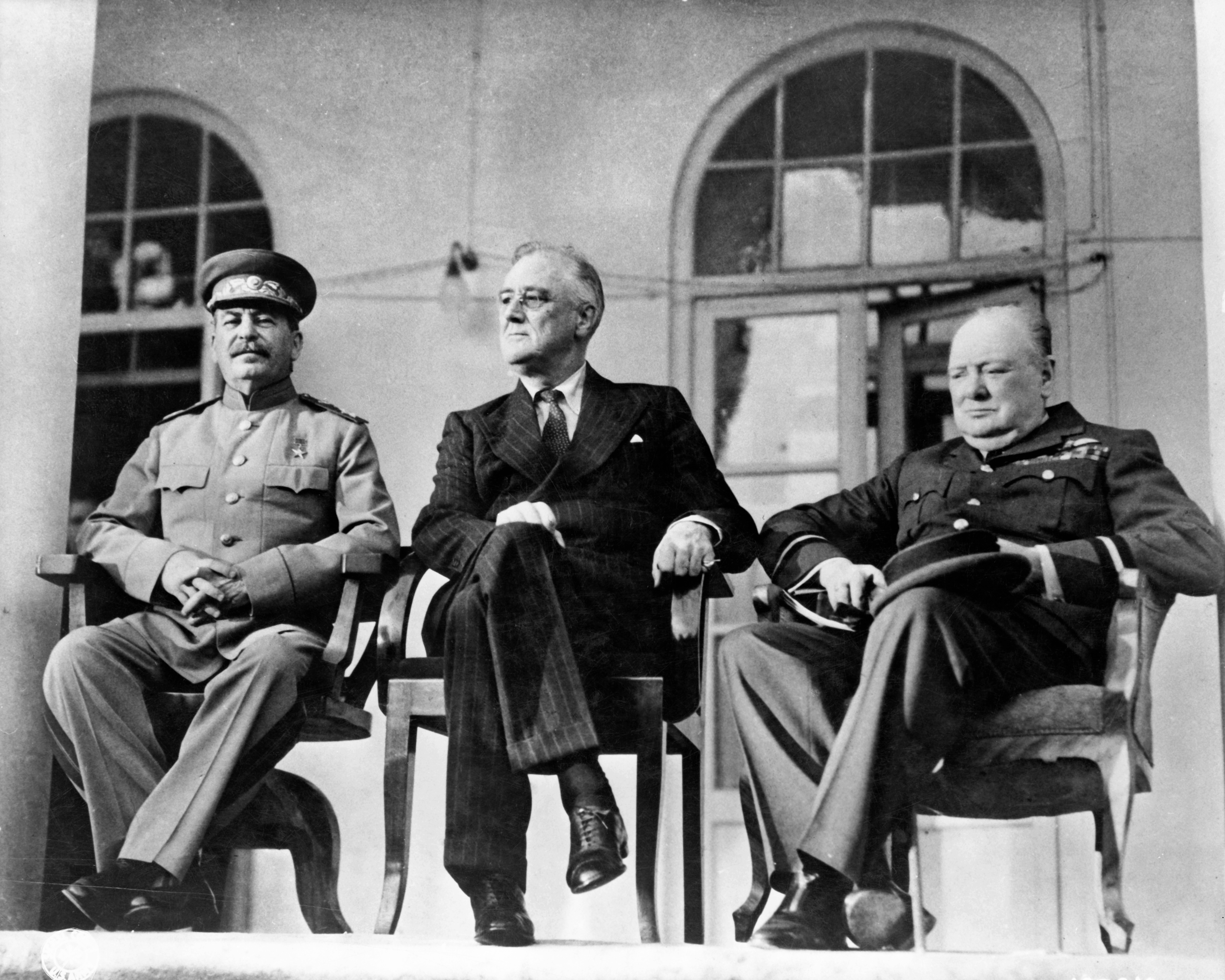
Els "Tres Grans": Stalin, el President dels Estats Units Franklin D. Roosevelt i el Primer Ministre britànic Winston Churchill a la Conferència de Teheran, novembre de 1943.

Alemanya provà un atac d'encerclament a Kursk, que va ser rebutjat amb èxit pels soviètics. Kursk marcà l'inici d'una època en què Stalin es mostrà més disposat a escoltar el consell dels seus generals. A la fi de 1943, els soviètics tornaven a controlar la meitat del territori que els alemanys els havien conquerit el 1941-42. La producció industrial militar soviètica s'havia incrementat enórmenent entre 1941 i 1943, després que Stalin les hagués traslladat cap a l'est, en territoris més segurs de la invasió i d'un atac aeri.
El novembre de 1943, Stalin es trobà amb Churchill i Roosevelt a Teheran. Allà acordaren que les tropes angloamericanes llançarien una ofensiva a França travessant el Canal de la Mànega el maig de 1944, a més d'una invasió separada al sud de França. Allà, Stalin insistí en el fet que, després de la guerra, la Unió Soviètica incorporaria al seu territori les porcions de Polònia acordades al Pacte Mólotov-Ribbentrop.
El 1944, la Unió Soviètica va fer avanços significatius a través de l'Europa Oriental dirigint-se cap a Alemanya, incloent-hi l'Operació Bagration, una gran ofensiva a Belarús contra el Grup d'Exèrcits Centre alemany. Aquesta ofensiva va portar als soviètics a les portes de Varsòvia. La resistència polonesa es va alçar en armes contra els alemanys, pero van ser esclafats sense rebre cap mena d'ajuda per part de l'Exercit Roig.

### La victòria final
L'abril del 1945, el Tercer Reich encarava els seus darrers dies amb 1,9 milions de soldats alemanys enfrontant-se al Front Oriental amb 6,4 milions de soldats de l'Exèrcit Roig, mentre que 1 milió de soldats al Front Occidental lluitaven contra 4 milions de soldats Aliats. Si bé s'havia parlat d'una cursa cap a Berlín, després que Stalin aconseguís que l'Alemanya Oriental fos inclosa a l'esfera d'influència soviètica a Ialta, els Aliats Occidentals no van fer plans per atacar la ciutat mitjançant una operació terrestre.
El 30 d'abril, Hitler i Eva Braun van suïcidar-se i els seus cossos van ser cremats, tot i que les tropes soviètiques van trobar algunes restes. Alemanya es rendí uns dies després. Malgrat que els soviètics havien aconseguit recuperar les restes de Hitler, Stalin no creia que el seu vell enemic fos mort, una creença que durà anys.
Rebutjar la invasió alemanya i aconseguir la victòria soviètica a l'Est requerí un enorme sacrifici a la Unió Soviètica. Les baixes militars soviètiques totalitzaven aproximadament 35 milions (les xifres oficials eren només de 28,2 milions), amb aproximadament 14,7 milions de morts, desapareguts o capturats (les xifres oficials són d'11,285 milions). Tot i que les xifres varien, els morts civils soviètics probablement van arribar als 20 milions. Posteriorment, Stalin va ser considerat de vegades com un dels homes més influents en la història de la humanitat.

### Tàctiques qüestionables

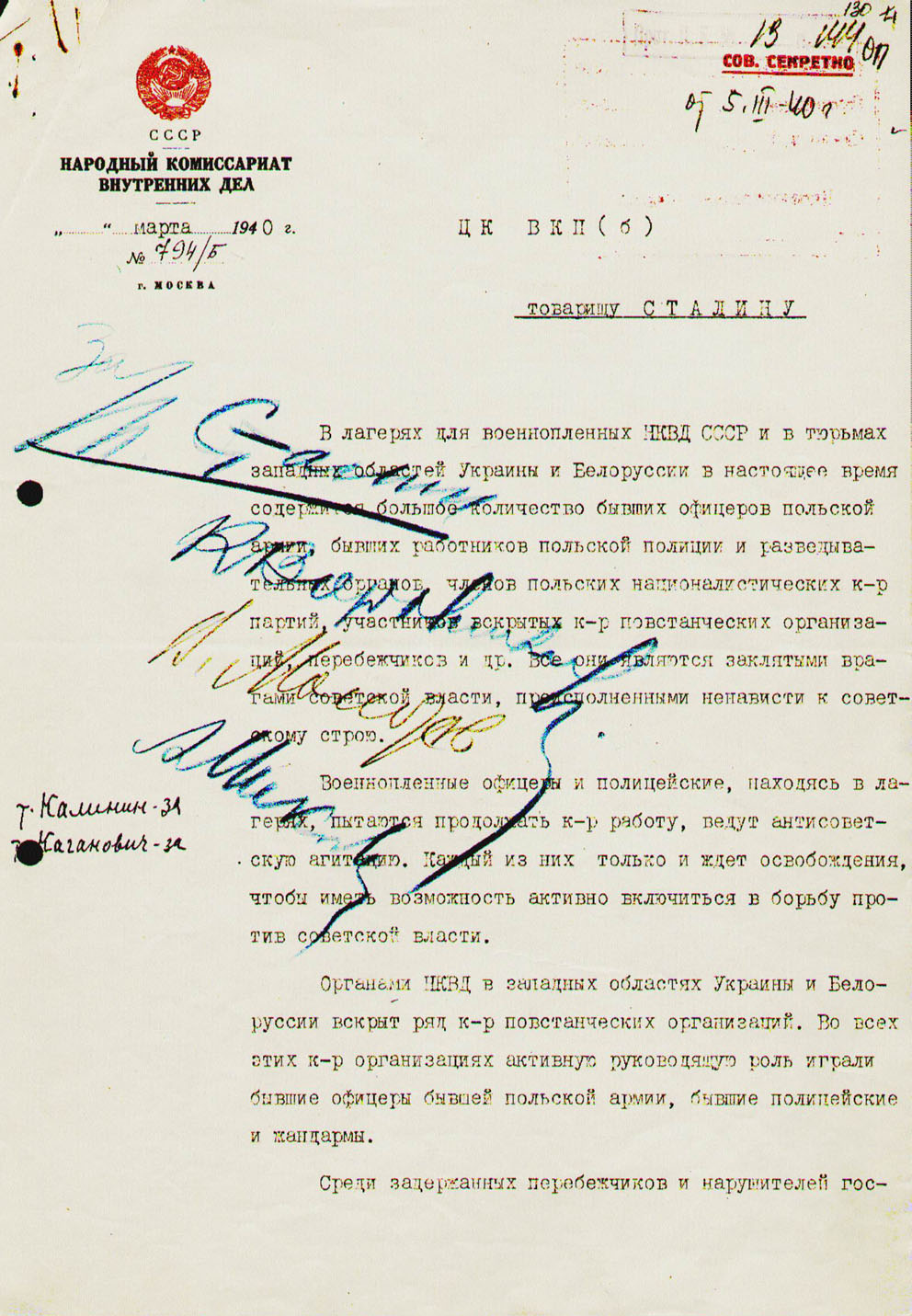
Part de la memòria que Lavrenti Béria envià a Stalin el 5 de març de 1940, on proposava l'execució dels oficials polonesos.

Després de capturar prop de 300.000 presoners polonesos el 1939 i a inicis de 1940, 25.700 presoners de guerra polonesos van ser executats el 5 de març de 1940, seguint una nota dirigida a Stalin provinent de Lavrenti Béria, en el que ha passat a la història com la Massacre de Katyn. Mentre que Stalin va dir a un general polonès que "havien perdut la pista dels oficials a Manxúria", els treballadors del ferrocarril polonès van trobar la fosa comuna després de la invasió alemanya de 1941. La massacre esdevingué una font de controvèrsia política, amb els soviètics afirmant que les execucions havien estat comeses pels alemanys quan la Unió Soviètica va reconquerir Polònia el 1944. Els soviètics no van admetre la seva responsabilitat fins al 1990.
Stalin presentà ordres militars amb controvèrsia, com l'Ordre N. 270, que exigia als superiors que disparessin als desertors en el lloc, mentre que els membres de la seva família podien ser detinguts. Posteriorment, Stalin també dirigí una purga contra diversos comandants militars que van ser afusellats per "covardia" sense un judici. Stalin publicà l'Ordre N. 227, ordenant que els comandants que permetessin una retirada sense autorització serien sotmesos a un consell de guerra, i que els soldats culpables de faltes disciplinàries serien enviats a "batallons penals", els quals eren enviats a les seccions del front més perilloses. Entre 1942 i 1945, 427.910 soldats van ser enviats als batallons penals. L'ordre també dirigia els "destacaments de bloqueig" perquè disparessin a les tropes que fugien en un estat de pànic cap a la rereguarda.
Al juny de 1941, setmanes després que comencés la invasió alemanya, Stalin ordenà usar una política de terra cremada, destruint tota la infraestructura i el menjar de les zones abans que els alemanys poguessin capturar-los, i que s'havien de formar grups de partisans a les zones evacuades. També ordenà al NKVD que assassinés a 100.000 presoners polítics a les zones on s'apropava la Wehrmacht, mentre que altres eren deportats cap a l'est.
Després de la conquesta de Berlín, les tropes soviètiques van violar entre desenes de milers a dos milions de dones, i 50.000 durant i després de l'ocupació de Budapest. En els antics països de l'Eix (com Alemanya, Romania o Hongria), els oficials de l'Exèrcit Roig generalment veien les ciutats, viles i granges com a lloc oberts pel pillatge i les violacions.
En la Zona d'Ocupació Soviètica de l'Alemanya de postguerra els soviètics van instal·lar 10 "camps especials" de l'NKVD subordinats als gulags. Aquests "camps especials" eren antics Stalags, presons o camps de concentració nazis com Sachsenhausen (camp especial número 7) o Buchenwald (camp especial número 2). D'acord amb les estimacions del govern alemany unes "65.000 persones van morir en aquests camps o mentre que s'hi dirigien allà".
D'acord amb xifres recents, d'uns 4 milions de presoners de guerra capturats pels soviètics (incloent-hi alemanys, japonesos, hongaresos i romanesos entre d'altres), uns 580.000 no van tornar mai, presumiblement víctimes de les privacions dels Gulags. Alguns presoners de guerra i treballadors forçats que van sobreviure a la captivitat alemanya van ser enviats a camps de "trànsit" o "filtració" per determinar quins eren traïdors potencials.
Dels aproximadament 4 milions de repatriats, 2.660.013 eren civils i 1.539.475 eren antics presoners de guerra. Del total, 2.427.906 van ser enviats a casa i 801.152 van tornar a ser allistats a l'exèrcit. 608.095 van ser incorporats als batallons de treball del ministeri de defensa. 272.867 van ser posats en mans de l'NKVD per ser castigats, la qual cosa significava que serien enviats als gulags. 89.468 van seguir als camps de trànsit com a personal de recepció fins que el procés de repatriació finalitzà a inicis de la dècada dels 1950.

### Conferències Aliades a l'Europa de postguerra

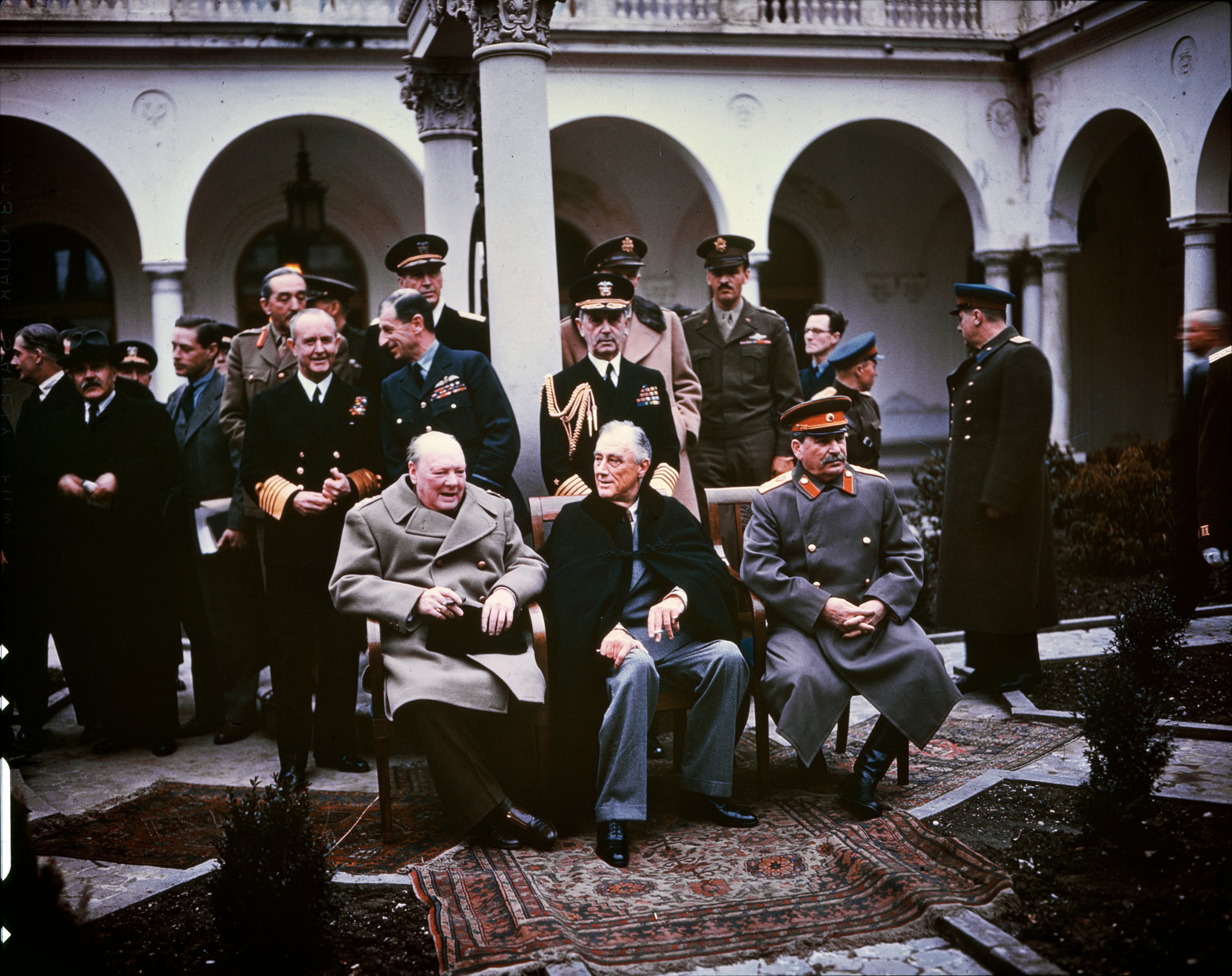
Els "Tres Grans": el Primer Ministre britànic Winston Churchill, el President dels Estats Units Franklin D. Roosevelt i Stalin a la Conferència de Ialta, febrer de 1945.

Stalin es trobà en diverses conferències amb el Primer Ministre britànic Winston Churchill (i després amb Clement Attlee) i/o el President dels Estats Units Franklin D. Roosevelt (i després Harry Truman) per planejar l'estratègia militar i, després, la reorganització de l'Europa de la postguerra. En les primeres conferències, com la realitzada amb els diplomàtics britànics a Moscou el 1941 i amb Churchill i diplomàtics americans a Moscou el 1942 se centraren principalment en els plans de la guerra i els subministraments, tot i que també es parlà per sobre de la reorganització d'Europa en la postguerra. El 1943, Stalin es trobà amb Churchill i amb Roosevelt a la conferència de Teheran. El 1944, Stalin es trobà amb Churchill a Moscou. El 1944, l'Exèrcit Roig estava ocupant l'Europa Oriental i les discussions se centralitzaren cada cop més en la reorganització del continent en la postguerra.
Al febrer de 1945, a la conferència de Ialta, Stalin demanà una esfera d'influència política soviètica a l'Europa de l'Est. Stalin momentàniament va ser convençut per Churchill i per Roosevelt per no desmembrar Alemanya. Stalin també constatà que les peticions del govern polonès a l'exili per a l'autogovern no eren negociables, com que la Unió Soviètica mantingués el territori de la Polònia Oriental que ja havia capturat amb el consentiment alemany el 1939, i volia que s'instal·lés un govern prosoviètic. Després de vèncer les reticències de Churchill i Roosevelt, Stalin va prometre una reorganització de l'actual govern titella comunista en una base democràtica més ample a Polònia; declarant que la primera tasca del nou govern seria preparar unes eleccions.
Les delegacions a Ialta també acordaren que els països de l'Europa alliberada i anteriors països satèl·lits de l'Eix podrien "crear institucions democràtiques a la seva pròpia elecció", seguint "el dret de tots els pobles a escollir la forma de govern segons la qual volen viure". També decidiren ajudar a aquells països amb formes de govern interines perquè "celebressin eleccions lliures al més aviat possible". Després de la reorganització del Govern Provisional de la República de Polònia, les parts acordaren que el nou partit "es comprometria a la celebració d'eleccions lliures i sense restriccions tan aviat com sigui possible sobre la base del sufragi universal i votació secreta". Un mes després de Ialta, l'NKVD soviètic va detenir 16 líders polonesos que volien participar en les negociacions amb el govern provisional, per presumptes "crims" i "desviacions", tot i les protestes de l'oest. Les fraudulentes eleccions poloneses celebrades el gener de 1947 van resultar en la transformació oficial de Polònia a un estat comunista no-democràtic el 1949.

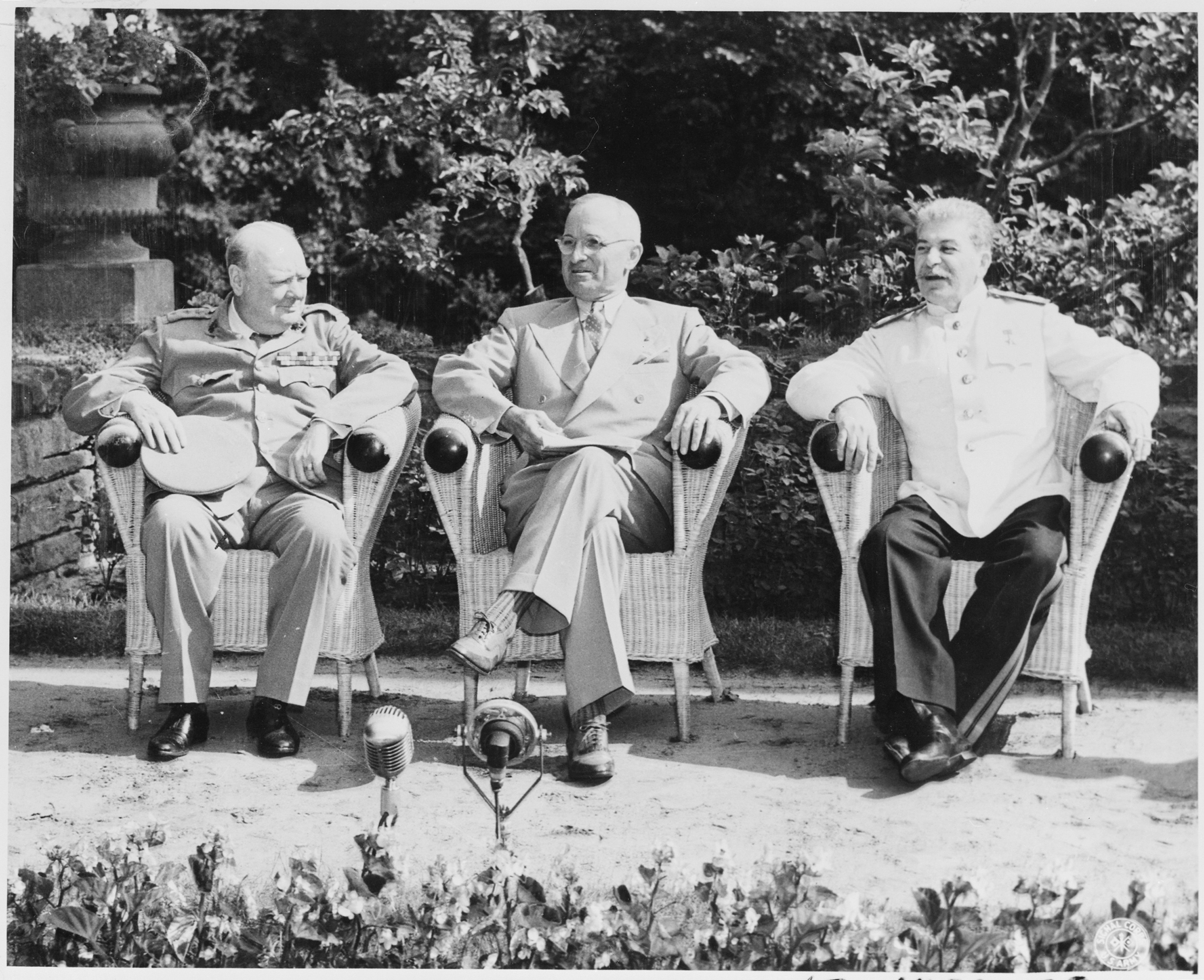
El Primer Ministre britànic Winston Churchill, el nou President americà Harry S. Truman i el Premier Stalin a la Conferència de Potsdam, juliol de 1945.

En la Conferència de Potsdam, celebrada entre juliol i agost de 1945 (tot i que Alemanya s'havia rendit mesos abans), en lloc de retirar les tropes soviètiques dels països de l'Europa Oriental, Stalin les hi deixà allà desplegades. A l'inici de la conferència, Stalin va repetir les promeses fetes anteriorment a Churchill que no faria una "sovietització" de l'Europa de l'Est. Stalin exigí unes reparacions a Alemanya sense mirar si els mateixos alemanys podrien sobreviure, mentre que Truman i Churchill es preocupaven perquè pensaven que Alemanya podria ser un llast financer per a les potències occidentals.
A més de les reparacions, Stalin exigí un "botí de guerra", que permetria a la Unió Soviètica apoderar-se de les propietats privades dels països conquerits sense límits quantitatius o qualitatius, i s'afegí una clàusula permetent que això succeís, però amb alguns límits. El juliol del 1945, les tropes de Stalin controlaven els estats bàltics, Polònia, Txecoslovàquia, Hongria, Bulgària i Romania, i els refugiats fugien d'aquests països davant la perspectiva que els comunistes prenguessin el poder. Els Aliats Occidentals, i especialment Churchill, sospitaven dels motius de Stalin, qui ja havia instal·lat governs comunistes als països de l'Europa Central sota la seva influència.
En aquestes conferències, sent la seva primera aparició a l'escenari mundial, Stalin demostrà ser un negociador formidable. Anthony Eden, el Secretari del Foreign Office britànic va escriure: "El Mariscal Stalin com a negociador va ser la proposició més difícil de totes. De fet, després d'uns 30 anys d'experiència en conferències internacionals de tota mena, si hagués hagut de triar un equip per anar a una sala de conferències, Stalin hauria estat la meva primera opció. Per descomptat que l'home era despietat i, és clar, sabia quin era el seu propòsit. Mai no va dir una paraula de més. Mai va perdre, i es mostrava poques vegades irritat."

## La postguerra, 1945-1953

### El Teló d'Acer i el Bloc Oriental
Després que les tropes soviètiques es quedessin als països de l'Europa Central i Oriental, amb els inicis dels règims comunistes titelles en tots aquests països, Churchill afirmà que la regió "estava darrere d'un teló d'acer controlat des de Moscou". Els països sota control soviètic a l'Europa Central i Oriental van passar a ser denominats com el "Bloc Oriental" o el "Bloc Soviètic".
A l'Alemanya de l'Est, controlada pels soviètics, la tasca principal del partit comunista governant a Alemanya va ser canalitzar les ordres soviètiques cap a l'aparell administratiu, pretenent que totes aquelles iniciatives eren pròpies, sent les desviacions castigades amb reprimendes, empresonament, tortura i fins i tot la mort. La propietat i la indústria van ser nacionalitzades pel govern.
El 7 d'octubre de 1949 es declarà la República Democràtica Alemanya, amb una nova constitució que consagrava el socialisme i que donava al Partit Socialista Unificat (SED), sota control soviètic, el control del país. A Berlín, després que els ciutadans rebutgessin àmpliament els candidats comunistes a les eleccions, al juny de 1948, la Unió Soviètica bloquejà el Berlín Occidental, la porció de la ciutat que no es trobava sota control soviètic, tallant tot el subministrament de menjar i altres. El bloqueig fracassà a causa de la inesperada campanya d'abastiment aeri portat a terme per les potències occidentals, conegut com el «Pont Aeri de Berlín». El 1949, Stalin acceptà la derrota i ordenà aixecar el bloqueig.
Si bé Stalin havia promès a la conferència de Ialta que se celebrarien eleccions lliures a Polònia, després del fracàs en les eleccions "3 cops SI", el frau electoral passà a ser una tònica per tal de guanyar la majoria a unes urnes controlades. Després del referèndum, l'economia polonesa començà a ser nacionalitzada.
A Hongria, quan els soviètics instal·laren un govern comunista, qui es descrivia a si mateix com "el millor deixeble hongarès de Stalin" i "el millor pupil de Stalin", passà a ocupar el poder. Rákosi usà la "tàctica del salami", esquarterant els seus enemics com si fossin salamis per combatre la majoria política que immediatament després de la guerra estava disposada per establir una democràcia. Rákosi usà els programes polítics i econòmics estalinistes, i va rebre el sobrenom de "l'assassí calb" per establir una de les dictadures més dures d'Europa. Aproximadament 350.000 oficials i intel·lectuals hongaresos van ser purgats entre 1948 i 1956.
Durant la Segona Guerra Mundial, a Bulgària, l'Exèrcit Roig travessà la frontera i creà les condicions perquè hi hagués un cop d'estat la nit següent. El comandant militar soviètic a Sofia assumí l'autoritat suprema, i els comunistes que ell va ordenar, incloent-hi a Kimon Georgiev, van prendre el control de les polítiques locals.
El 1949, la Unió Soviètica, Bulgària, Txecoslovàquia, Hongria, Polònia i Romania van fundar el COMECON, d'acord amb el desig de Stalin per enfortir el domini soviètic sobre els països de l'Europa Central i per calmar a alguns països que havien expressat interès en el Pla Marshall. i a partir d'aquell moment, i cada cop més, abandonaren els seus mercats i subministradors tradicionals a l'Europa occidental. Txecoslovàquia, Hongria i Polònia van seguir interessant-se en l'ajuda nord-americana malgrat els requeriments per a una moneda convertible i l'economia de mercat. El juliol del 1947 Stalin ordenà a aquests governs, tots ells dominats pels comunistes, que abandonessin la Conferència de París del Programa de Recuperació Europea. Aquest ha estat citat com "el moment de la veritat" a la divisió d'Europa a la postguerra.
A Grècia, la Gran Bretanya i els Estats Units van fer costat als anti-comunistes a la Guerra Civil Grega i sospitaven que els soviètics recolzaven als comunistes grecs, tot i que Stalin es refrenà d'intervenir a Grècia, desestimant el moviment en considerar-lo prematur. Albània seguí com a aliat de la Unió Soviètica, però Iugoslàvia trencà amb l'URSS el 1948.
En el darrer any de vida de Stalin, una de les seves principals iniciatives en política exterior va ser la Nota de Stalin de 1952 per a la reunificació alemanya i que les superpotències abandonessin l'Europa Central, però el Regne Unit, França i els Estats Units van sospitar d'aquest moviment i van rebutjar l'oferiment.

### Relacions Sino-Soviètiques

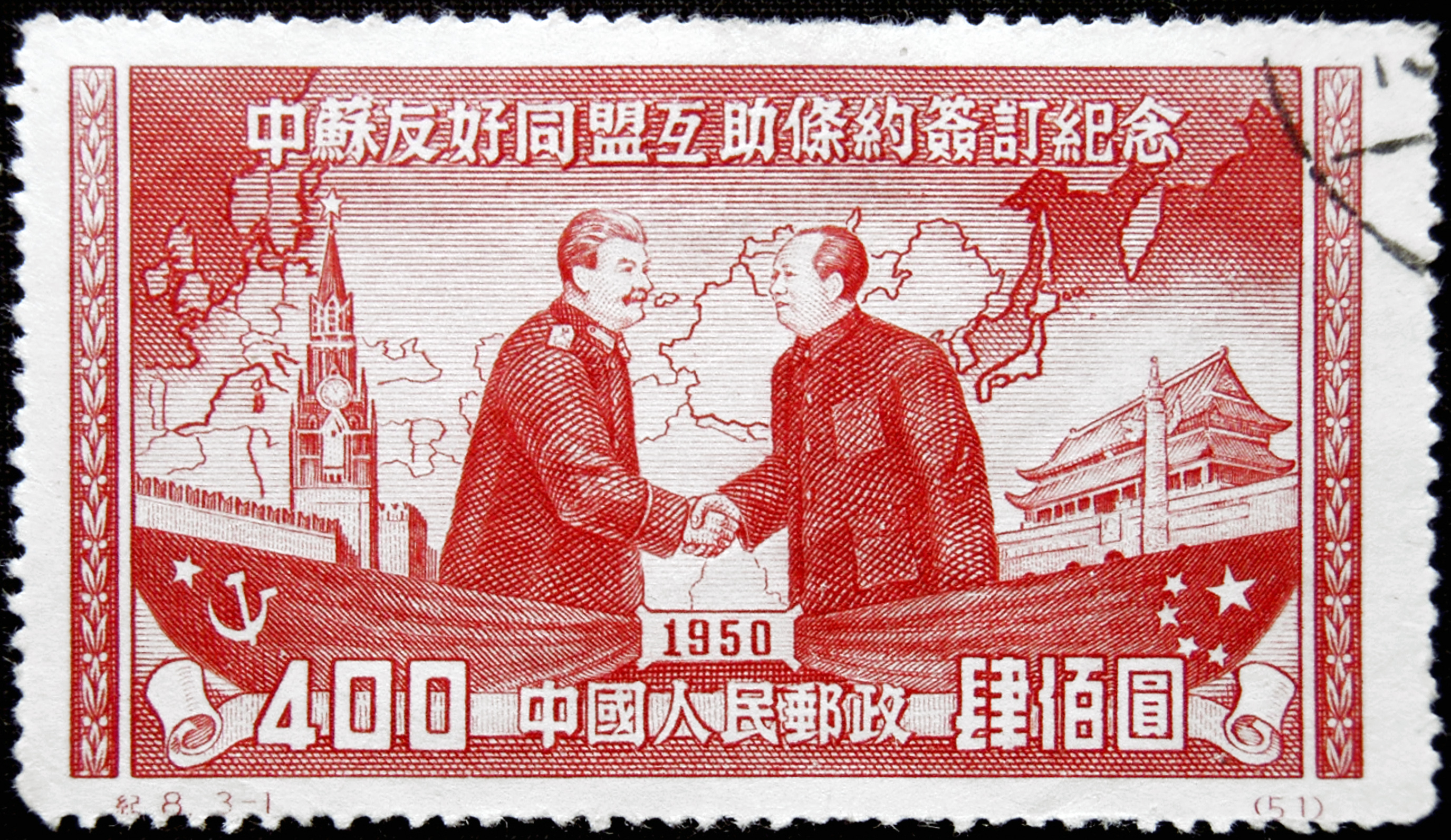
Stalin i Mao Zedong en un segell de correus xinès

A Àsia, l'Exèrcit Roig havia travessat Manxúria en el darrer mes de la guerra i ocupà Corea fins al paral·lel 38. El Partit Comunista de la Xina de Mao Zedong, tot i rebre un mínim suport soviètic, derrotà al Partit Popular Nacional de la Xina (Guomindang), de tendència prooccidental i molt assistit pels Estats Units, a la Guerra Civil Xinesa.
Entre Stalin i Mao va haver-hi friccions des de l'inici. Durant la II Guerra Mundial Stalin feu costat al dictador conservador de la Xina, Chiang Kai-shek, com un baluard contra els japonesos i no mostrà cap mena d'interès per a les matances en massa de comunistes. Generalment va posar al davant la seva aliança amb Chiang contra el Japó a ajudar els seus aliats ideològics. Fins i tot després de la guerra, Stalin signà un pacte de no-agressió entre l'URSS i el règim del Kuomintang de Chiang (KMT), i aconsellà Mao i els comunistes xinesos de cooperar amb el KMT després de la guerra. Mao no seguí les instruccions de Stalin i començà una revolució comunista contra Chiang. Stalin no creia que Mao pogués guanyar i no es mostrà gaire entusiasta per ajudar-lo; i la Unió Soviètica seguí mantenint relacions amb el règim del KMT de Chiang fins al 1949, quan ja era evident que Mao guanyaria.
Un cop Mao havia derrotat Chiang, Stalin va concloure un nou tractat d'amistat i aliança amb Mao. Però encara hi havia una gran tensió entre ambdós líders, així com un gran ressentiment de Mao cap a l'ajut poc entusiasta que havia rebut de Stalin durant la guerra civil.
Els comunistes controlaven la Xina continental, mentre que els nacionalistes formaven un estat a l'illa de Taiwan. La Unió Soviètica no trigà a reconèixer la República Popular de la Xina de Mao, la qual veia com un nou aliat. La República Popular reclamà que Taiwan pertanyia al seu territori, tot i que mai no hi va poder establir la seva autoritat.
Les relacions diplomàtiques entre la Unió Soviètica i la Xina van arribar al punt màxim el 1950 amb la signatura del Tractat Sinosoviètic d'Amistat i Aliança. Ambdós països van oferir suport militar al nou estat amic de Corea del Nord. Després de diversos conflictes fronterers a Corea, el 1950 la guerra esclatà amb Corea del Sud, aliada dels Estats Units.

### Corea del Nord
Contrari a la política nord-americana que restringia l'armament a Corea del Sud, que es limitava a equip per a la infanteria i per a les forces policials, Stalin armà extensivament l'exèrcit i les forces aèries de la Corea del Nord de Kim Il-sung amb equip militar (que incloïa tancs T-34/85) i molts més "consellers" dels que es necessitaven per a propòsits defensius), per tal de facilitar a Kim (antic oficial soviètic) la conquesta de la resta de la península coreana.
L'exèrcit nord-coreà atacà abans de l'alba del diumenge 25 de juny de 1950, travessant el paral·lel 38 darrere d'una tempesta de foc artiller, iniciant així la seva invasió de Corea del Sud. Durant la Guerra de Corea, els pilots soviètics volaven amb avions soviètics des de bases a la Xina contra els avions de les Nacions Unides que defensaven Corea del Sud. La recerca posterior a la guerra freda als arxius soviètics van demostrar que la Guerra de Corea va ser iniciada amb el permís exprés de Stalin, tot i que això és negat des de Corea del Nord.

### Israel
Inicialment Stalin recolzà la creació de l'estat d'Israel el 1948. L'URSS va ser un dels primers estats a reconèixer el nou país. Golda Meïr va anar a Moscou com la primera ambaixadora d'Israel a l'URSS aquell mateix any. No obstant això, i després d'haver subministrat material de guerra a Israel a través de Txecoslovàquia, canvia d'opinió i recolzà els enemics d'Israel.

### "Falsificadors de la història"
El 1948, Stalin edità i reescriví a mà personalment parts del llibre de la guerra freda "Falsificadors de la història". El llibre va ser publicat en resposta als documents fets públics a "Relacions Nazi-Soviètiques, 1939-1941: Documents dels Arxius del Ministeri d'Exteriors Alemany", que incloïa els protocols secrets del Pacte Mólotov-Ribbentrop i d'altres documents secrets." Falsificadors" va aparèixer com una sèrie d'articles al Pravda al febrer de 1948 i posteriorment va ser publicat en nombrosos idiomes i distribuït per tot el món.
El llibre no intentava contrarestar o lluitar amb els documents publicats a "Relacions Nazi-Soviètiques", sinó que se centralitzava en la culpabilitat occidental per l'esclat de la guerra el 1939. Argumentava que les potències occidentals havien recolzat el rearmament nazi i la seva agressió, incloent-hi que els banquers i els industrials americans havien proveït el capital necessari per al creixement de la indústria de guerra alemanya, mentre que encoratjaven a Hitler perquè s'estengués cap a l'est. Mostrava a la Unió Soviètica com a tractant de negociar una seguretat col·lectiva en contra Hitler, mentre que es veia frustrat per un doble joc anglo-francès que, malgrat les aparences, no tenien cap intenció d'una aliança amb la Unió Soviètica i estaven negociant en secret amb Berlín. Presenta els Acords de Múnic no com a covardia anglo-francesa, sinó com un acord "secret" que va ser "una fase molt important en la seva política destinava a les agressions hitlerianes contra la Unió Soviètica". El llibre també incloïa la demanda que, durat l'operació del Pacte, Stalin rebutjà l'oferiment que li va fer Hitler per dividir-se el món entre ells, sense mencionar els oferiments soviètics per unir-se a l'Eix. Els estudis històrics, memòries, informes oficials i llibres de text publicats a la Unió Soviètica usaven aquesta descripció dels fets fins a la dissolució de la Unió Soviètica el 1989.

### Suport interior
En l'àmbit domèstic, Stalin va ser vist com un gran líder de guerra que havia portat la victòria a la Unió Soviètica contra els nazis. La seva col·laboració anterior amb Hitler va ser oblidada. Aquesta cooperació incloïa ajudar la Wehrmacht a violar el Tractat de Versalles, permetent-los entrenar a la Unió Soviètica, el notori tractat Mólotov-von Ribentrop que partí Polònia donant a la Unió Soviètica el territori de Belarús i garantia a la Unió Soviètica tenir les mans lliures a Finlàndia, Estònia i Letònia, i el comerç soviètic amb els nazis per fer front als esperats bloqueigs francès i britànic.
Al final de la dècada dels 40, el patriotisme rus s'incrementà degut als reeixits esforços propagandístics. Per exemple, algunes invencions i descobriments científics van ser reclamats per la propaganda soviètica; entre els quals es troben la caldera, reclamada pel pare i fill Txerepanovs; la llum elèctrica, per Iablotxkov i Lodigin; la ràdio, per Popov i l'aeroplà, per Mojaiski. Les polítiques de repressió interna estalinistes van continuar (inclosos els territoris recentment adquirits), però mai no van arribar als extrems de la dècada dels 1930, en part perquè els funcionaris del partit havien après cautela.

### El "Complot dels Metges"
El "Complot dels Metges" va ser un complot dissenyat per Stalin i diversos oficials soviètics el 1952 i 1953, en què diversos metges (més de la meitat dels quals eren jueus) van ser acusats d'intentar assassinar oficials soviètics. L'opinió que preval en diversos estudiosos fora de la Unió Soviètica és que Stalin volia usar el judici dels metges per llançar una nova purga massiva al Partit. El complot també és vist per diversos historiadors com una provocació antisemita. Seguí les passes dels judicis del Comitè Jueu Anti-Feixista de 1952, i en l'execució de 13 membres, obeint les ordres de Stalin, a la Nit dels Poetes Assassinats.
Posteriorment, en una sessió del Politburó celebrada al desembre, Stalin anuncià que "tots els nacionalistes jueus són agents del servei d'intel·ligència americana. Els nacionalistes jueus creuen que la seva nació va ser salvada pels Estats Units (on pots ser ric, burgès, etc.). Creuen que estan en deute amb els americans. Entre els metges, hi ha diversos nacionalistes jueus". Per mobilitzar el poble soviètic per a la seva campanya, Stalin ordenà a Pravda i a TASS que publiqués històries amb Stalin descobrint un complot de metges destinat a assassinar els màxims líders soviètics, incloent-hi a Stalin, per tal de preparar l'escenari per als judicis.
Al mes següent, Pravda publicà històries amb uns texts relatius als conspiradors jueus burgesos-nacionalistes. Khrusxov va escriure que Stalin li havia insinuat que incités l'antisemitisme a Ucraïna, dient-li que "els bons treballadors de les fàbriques han de tenir clubs on pugui vèncer aquests jueus". Stalin també ordenà que els metges falsament acusats fossin torturats fins a la mort. Mirant els orígens del complot, la gent que coneixia Stalin (com Khrusxov) suggereix que Stalin tenia sentiments negatius des de feia molt de temps cap als jueus, i la lluita contra les polítiques antisemites al Kremlin van ser alimentades per l'exili de Lev Trotski. El 1946, Stalin va dir en privat que "cadascun dels jueus és un espia potencial".
Alguns historiadors han argumentat que Stalin també estava planejant enviar milions de jueus a 4 grans camps de treball recentment construïts a la Rússia occidental, usant una "Comissió de Deportació" que treballaria per salvar als jueus soviètics de les ires de la població soviètica després dels judicis del Complot dels Metges. Altres argumenten que no existeixen proves documentals sobre una deportació en massa prevista. Independentment de què existissin plans per deportar als jueus, en el seu Discurs Secret de 1956, Khrusxov va afirmar que el Complot dels Metges va ser fabricat per Stalin, i que va dir als jutges que extraguessin les confessions dels acusats i que havia dit als membres del Politburó que eren cecs com els gatets. Què passarà sense mi? El país morirà perquè no saben com reconèixer els enemics.

## Mort
El 13 de gener de 1953, el metge personal de Stalin Miron Vovsi (cosí de Solomon Mikhoels, que havia estat assassinat el 1948 seguint les ordres de Stalin) va ser detingut al final del Complot dels Metges. L'1 de març de 1953, després d'un sopar a la seva residència de Kúntsevo (a uns 15 km a l'oest de Moscou) amb el ministre de l'interior Lavrenti Béria i els futurs presidents Gueorgui Malenkov, Nikolai Bulganin i Nikita Khrusxov, Stalin no va sortir de la seva cambra, probablement després d'haver patit un infart que havia paralitzat el costat dret del seu cos.
| «                                                                        | Durant les darreres dotze hores la manca d'oxigen va aguditzar-se. El seu rostre i els seus llavis s'ennegrien mentre que patia una lenta asfíxia. La seva agonia va ser terrible. Literalment el vam veure ofegar-se fins a morir. Quan semblava a punt d'expirar, va obrir els ulls i va mirar a cadascun dels qui estàvem presents a la cambra. Va ser una mirada terrible, demencial o potser furiosa, i plena de por a la mort... | » |
| — Svetlana, la filla de Stalin, descriu els darrers moments del seu pare | |   |

Tot i que els guàrdies s'estranyaren que Stalin no es llevés a la seva hora habitual, tenien ordres de no molestar-lo. Cap a les 10 del vespre va ser descobert per Peter Lozgatxev, l'Adjunt al Comandant de Kuntsevo, que va recordar una escena horrible de Stalin estès a terra de la seva habitació, vestit amb el pijama i una samarreta i amarat d'orina rància. Un espantat Lozgatxev demanà a Stalin que li havia passat, però només va rebre respostes inintel·ligibles. Lozgatxev cridà frenèticament a diversos oficials del partit demanant-los que enviessin bons metges. Béria va ser informat i arribà poques hores després, mentre que els metges no van arribar fins a primera hora del matí del 2 de març. Stalin va morir 4 dies després, el 5 de març de 1953, a l'edat de 74 anys, i va ser enterrat el 9 de març. La causa oficial de la mort va ser una hemorràgia cerebral. El seu cos va ser al Mausoleu de Lenin fins al 31 d'octubre de 1961, quan el seu cos va ser retirat d'allà i va ser enterrat a la muralla del Kremlin com a part del procés de desestalinització.
S'ha suggerit que Stalin va ser assassinat; probablement amb la connivència de Béria i Khrustaliov. En general, es creu que fou un enverinament del seu menjar; una altra probabilitat és que Béria fes que els seus homes entressin a la datxa i que l'assassinessin mitjançant una injecció letal

### Reacció dels seus successors
La duresa amb què els assumptes soviètics es van dur a terme durant el govern de Stalin va ser posteriorment repudiada pels seus successors en la direcció del Partit Comunista, sobretot pel repudi de l'estalinisme que Nikita Khrusxov va fer al febrer de 1956. En el seu "Discurs Secret", Sobre el culte a la personalitat i les seves conseqüències, pronunciat davant d'una sessió privada del 20è Congrés del Partit Comunista de la Unió Soviètica, Khrusxov va denunciar a Stalin pel seu culte a la personalitat, i el seu règim de la "violació de les normes leninistes de la legalitat".

## Vida personal

### Origen del nom, alies i pseudònims
El nom original georgià de Stalin és transliterat com Ioseb Besarionis Dze Jughashvili (en georgià იოსებ ბესარიონის ძე ჯუღაშვილი). La transliteració del seu nom en rus Ио́сиф Виссарио́нович Джугашвили, i és traduïda com Ióssif Vissariónovitx Djugaixvili. Com a altres bolxevics, és més conegut per un dels seus noms de guerra, dels quals Stalin només va ser el darrer. Deriva de la paraula rusa stal (acer) amb el mateix sufix possessiu personal in que va utilitzar Lenin. Entre altres àlies anteriors trobem "Koba" (nom d'un heroi popular de Geòrgia), "Soselo", "Ivanov", "Ivanóvitx", "David", "Nijeradze ", "Txíjikov", i d'altres.
Es creu que va començar a usar el nom "K. Stalin" en algun moment el 1912, després de la Conferència Bolxevic de Tampere (Finlàndia), com a pseudònim per signar els seus articles.
Entre els noms que va rebre durant el seu mandat trobem:
- "Uncle Joe", emprat pels mitjans occidentals durant i després de la Segona Guerra Mundial[250][251]
- "Muntanyer del Kremlin" (кремлевский горец), en referència al seu origen a les muntanyes del Caucas
- "Petit Pare dels Pobles" o "Papa Stalin". Un nom comú a l'URSS durant el seu mandat, car era retratat com la figura paternal de la Revolució.[252][253][254][255]

### Aparença
Encara que les fotografies i els retrats mostren a Stalin com a físicament gran i majestuós (tenia diversos pintors que no els descrivien del tot "correctament"), només mesurava 160 cm. El seu rostre bigotut era carnós i picat de verola, i el seu cabell negre es va anar tornant gris. Després d'un accident de carro a la seva joventut, el seu braç esquerre li va quedar més curt a partir del colze, mentre que la seva mà dreta era més prima que l'esquerra, i sovint estava amagada. La seva dentadura també estava molt deteriorada, i quan va morir només li quedaven 3 dents pròpies. Podia ser molt educat i encantador, principalment quan es trobava amb estadistes estrangers, tot i que normalment era tosc, groller i abusiu. A les pel·lícules, Stalin normalment va ser interpretat per Mikheil Gelovani i, menys sovint, per Aleksei Dikiy.

### Vida familiar

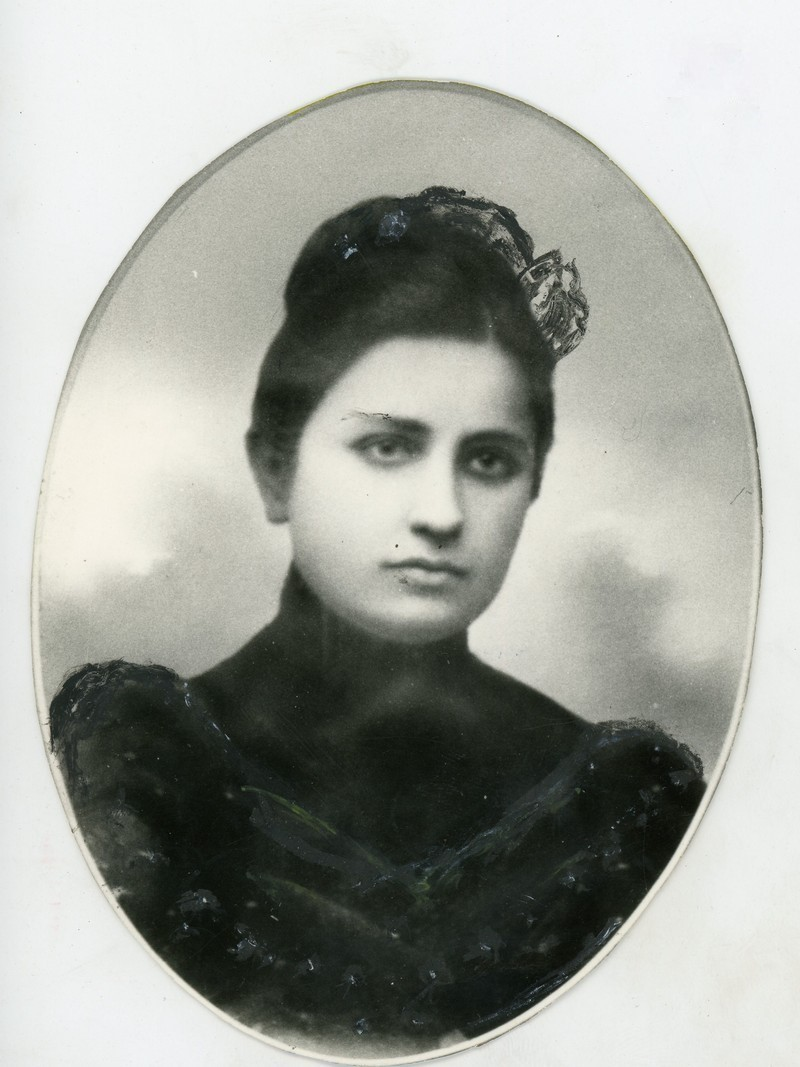
Ekaterina "Kato" Svanidze, la primera esposa de Stalin.

Iàkov, el fill que Stalin va tenir amb la seva primera esposa Ekaterina "Kato" Svanidze, es va disparar a si mateix a causa de la rudesa que Stalin mostrà cap a ell, però va sobreviure. Després d'aquest episodi, Stalin comentà que "ni tan sols pot disparar-se bé". Iakov va servir a l'Exèrcit Roig durant la II Guerra Mundial, sent capturat pels alemanys. El van oferir a canvi del mariscal Friedrich Paulus, que s'havia rendit a Stalingrad, però Stalin rebutjà l'oferiment dient que "tenen a les seves mans no només el meu fill Iakov sinó que a milions dels meus fills. Llevat que els alliberin a tots el meu fill compartirà el seu destí". Després d'això, sembla que Iakov se suïcidà, llançant-se cap a una tanca electrificada al camp de concentració de Sachsenhausen, on estava pres. Iakov va tenir un fill, Ievgeni, que recentment s'ha destacat per defensar el llegat del seu avi als jutjats russos.
Stalin va tenir un fill (Vassili) i una filla (Svetlana) de la seva segona esposa, Nadejda Al·lilúieva. Nadejda va morir el 1932, oficialment a causa d'una malaltia. Pot ser que se suïcidés disparant-se després d'una discussió amb Stalin, deixant una nota que, segons la seva filla, era "en part personal, en part política". Vassili va ser oficial de la Força Aèria Roja, i va morir oficialment a causa de l'alcoholisme el 1962. Es va distingir a la II Guerra Mundial com un hàbil aviador. Svetlana va emigrar als Estats Units el 1967. Sembla que Stalin va tenir una tercera esposa, Rosa Kaganovitx, germana de Làzar Kaganóvitx.
A més de les seves estances al Kremlin, Stalin va tenir nombrosos domicilis. El 1919 començà amb una casa de camp prop d'Usovo, a la que afegí datxes a Zuvalova i Kuntsevo. Abans de la Segona Guerra Mundial afegí la de Lipki i Semionovskaia, i el 1937 tenia 4 datxes al sud, incloent-hi una prop de Sotxi. Béria li regalà una luxosa vil·la prop de Gagri. A Abkhàzia va mantenir una casa a les muntanyes. Després de la guerra afegí datxes a Novi Alon, prop de Sukumi, als turons de Vadai, i al llac Mitsa. En tenia un altre prop de Zelioni Miss, al mar Negre. Totes aquestes residències tenien servei, estaven amoblades i equipades, estaven vigilades per les forces de seguretat; i principalment eren emprades per motius privats, rarament per a propòsits diplomàtics. Stalin viatjava en tren o en cotxe, mai en avió; només volà en una ocasió, el 1943 quan viatjà a la conferència de Teheran.

### Creences religioses i polítiques
Stalin va mantenir una relació complexa amb les institucions religioses de la Unió Soviètica. Una història afirma que tot i estudiar en un seminari, finalment va ser un ateu convençut. Tot i això, aquesta història falla perquè Stalin mostrà que li quedaven restes religioses, fins i tot pies, anys després. Un d'aquests fets és que Stalin anul·là moltes ordres contra l'Església durant la Segona Guerra Mundial, després d'un senyal que ell creia que havia rebut del Cel.
L'historiador Edvard Radzinsky, usant arxius secrets recentment descoberts, trobà una història que modificà l'actitud de Stalin vers la religió. Segons aquesta història, Ilia, Metropolità de les Muntanyes del Líban, afirmà haver rebut un senyal del Cel segons el qual "les esglésies i monestirs s'han de reobrir per tot el país. Els sacerdots han de ser alliberats de les seves presos, Leningrad no s'ha de rendir, però la icona sagrada de Nostra Senyora de Kazan s'ha de portar per tota la ciutat, portada a Moscou per celebrar-hi un servei, i d'allà a Tsaritsin Stalingrad.
Poc després, l'actitud de Stalin canvià i "sigui quina sigui la raó, després del seu misteriós retir, començà a fer les paus amb Déu. Va succeir alguna cosa de la qual els historiadors encara no n'han escrit. Seguint les seves ordres, molts sacerdots van ser alliberats dels camps. A Leningrad, assetjada pels alemanys i morint a poc a poc de fam, els ciutadans es van quedar bocabadats en veure la icona portada en processó pels carrers." Radzinsky es preguntà, "Havia vist la llum? Tenia por davant del Pare? El Déu-Home marxista decidí explotar la creença en Déu? O va ser tot a l'hora?"
Durant la Segona Guerra Mundial Stalin va reobrir les esglésies. Un motiu pot ser motivar la majoria de la població que tenia creences cristianes. El raonament darrere d'això és que, canviant la política oficial del Partit i de l'Estat cap a la religió, l'Església i els seus membres podrien posar-se a la seva disposició mobilitzant-se per a l'esforç de guerra. El 4 de setembre de 1943, Stalin convidà al Metropolità Sergi, al Metropolità Alexis i al Metropolità Nicolau al Kremlin i els proposà restablir el Patriarcat de Moscou, que havia estat suspès des de 1925, i elegir al Patriarca. El 8 de setembre de 1943, el Metropolità Sergi va ser elegit Patriarca. També s'ha de notar que la trobada amb el patriarca va tenir lloc poc després de les batalles de Stalingrad i de Kursk. L'Exèrcit Roig estava a punt per començar una ofensiva per a recuperar els territoris fronterers occidentals. Hitler havia permès que les esglésies cristianes, incloent l'Església Autocèfala Ucraïnesa funcionessin durant l'ocupació. Com que havien provat de nou la llibertat religiosa, seria molt difícil tornar a suprimir-la immediatament i així, a l'hora que restaurava una autonomia limitada per a l'Església Ortodoxa Russa, Stalin l'autoritzà perquè tornés a ocupar-se d'edificis que no li pertanyien des de la dècada de 1920. mentre les forces armades soviètiques s'obrien pas per Ucraïna i Belarús, les esglésies passaven a mans de l'Església Ortodoxa Russa. Evidentment, Stalin jutjà que es podria controlar amb molta més facilitat als creients cristians si el Patriarca Sergi tenia autoritat sobre ells.
Un Comitè Central del PCUS continuà promovent l'ateisme i l'eliminació de la religió durant la resta de la vida de Stalin després del concordat de 1943. La gran tolerància de Stalin vers la religió després de 1943 va quedar limitada, i les persecucions van tornar després de la guerra, tot i que a una escala menor que la que es donà a la dècada de 1930. Per aquests motius és difícil pensar que Stalin hagués canviat el seu rebuig ateu en la darrera part de la seva vida.

## Condecoracions
- Heroi de la Unió Soviètica
- Heroi del Treball Socialista
- Orde de la Victòria (2)
- Orde de Lenin
- Orde de la Bandera Roja (2)
- Orde de Suvórov de 1a classe
- Orde de l'Estrella Roja
- Medalla del 20è Aniversari de l'Exèrcit Roig
- Medalla de la victòria sobre Alemanya en la Gran Guerra Patriòtica 1941-1945
- Medalla per la victòria sobre el Japó
- Medalla del 800è Aniversari de Moscou
- Orde de Sukhe-Bator (Mongòlia)
- Orde del Lleó Blanc de 1a classe (Txecoslovàquia)
- Creu de Guerra 1939-1945 (Txecoslovàquia)

## La rehabilitació
La rehabilitació començà amb Nikita Khrusxov l'any 1956 juntament amb el procés de desestalinització. Més de 500.000 persones foren "rehabilitades" en els anys 50 i 60. Altres 500.703 ciutadans foren rehabilitats judicialment després que s'aprovés la llei sobre "rehabilitació de les víctimes de la repressió política" el 18 d'octubre de 1991.
En el mateix període els fiscals revisaren 631.000 apel·lacions en les que es rehabilità a 165.717 i es declarà perjudicades a unes altres 309.717. El 1999 es revisaren més de 42.000 processos (1917-1960) que afectaren a 64.362 persones. A més a més foren rehabilitades 7.271 persones i unes altres 12.263 foren declarades perjudicades com a conseqüència d'interpel·lacions de ciutadans i organitzacions.

## Percepció de Stalin en l'actualitat

### A la Federació Russa

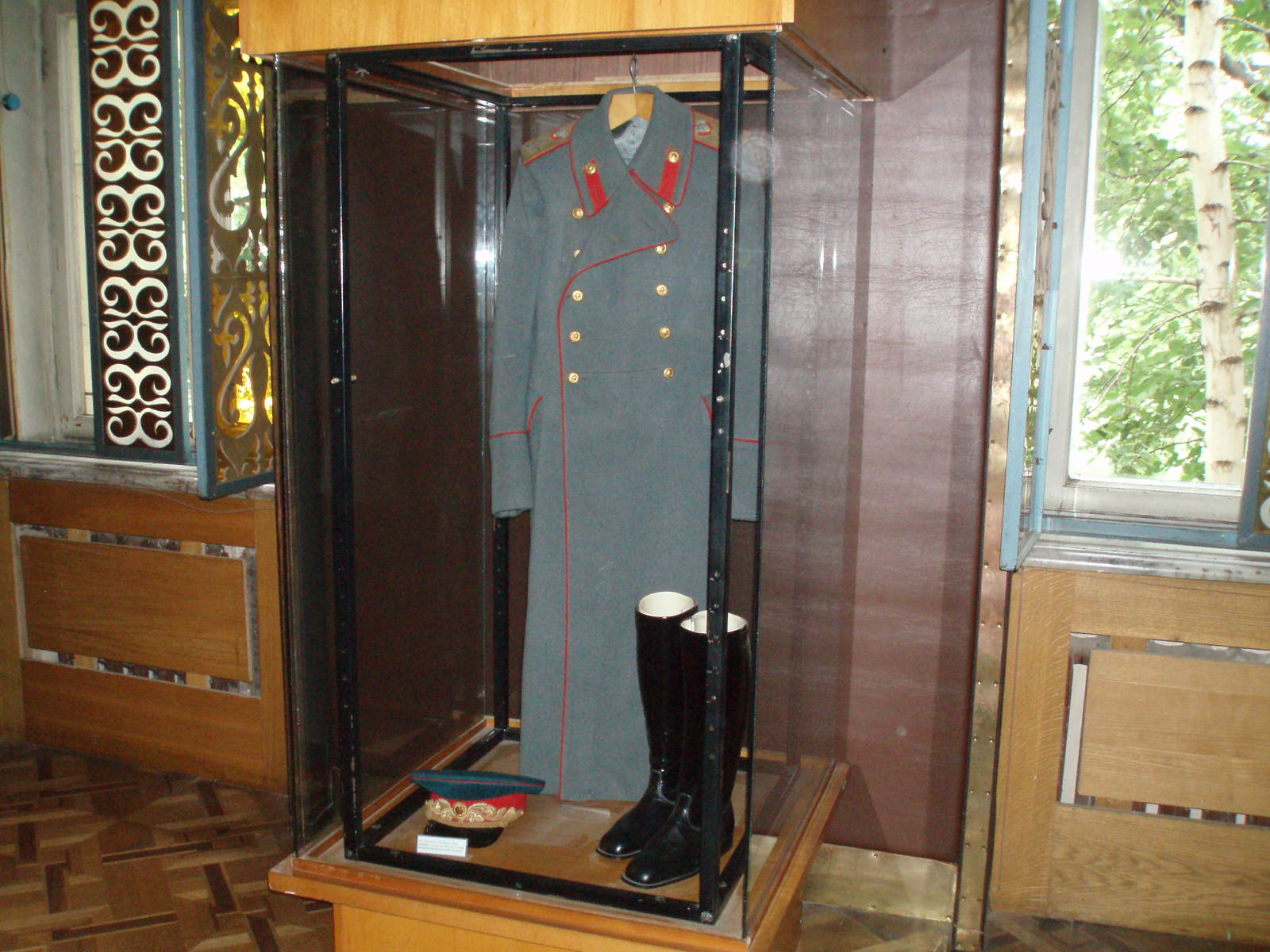
Uniforme de Stalin exposat al Museu Stalin de Gori.

Els resultats d'un sondeig polèmic dut a terme l'any 2006 mostraren que més d'un 35% dels russos votarien per Stalin si encara fos viu. Menys d'un terç de tots els russos consideraven Stalin un tirà amb instints assassins. En una enquesa del juliol del 2007, el 54% dels joves russos pensaven que Stalin havia fet més coses bones que dolentes, mentre que un 46% d'ells refusaven la idea que Stalin era un tirà cruel. La meitat dels respondents, d'edats d'entre 16 i 19 anys, pensaven que Stalin era un líder savi. Al desembre del 2008, Stalin quedà en tercera posició en el projecte de televisió nacional Nom de Rússia (just darrere el príncep del segle xiii Alexandre Nevski i Piotr Stolipin, un dels primers ministres de Nicolau II), conduint a acusacions del Partit Comunista de la Federació Russa que el sondeig havia estat trucat per tal que ni ell ni Lenin aconseguissin el primer lloc.
El 3 de juliol del 2009, els delegats de Rússia abandonaren una sessió de l'Organització per a la Seguretat i la Cooperació a Europa per mostrar el seu refús envers una resolució per un dia del record per les víctimes tant del nazisme com de l'estalinisme. Només vuit dels 385 membres que formaven l'assemblea van votar en contra d'aquesta resolució.
A un vídeo blog del Kremlin publicat el 29 d'octubre del 2009, el President de Rússia Dmitri Medvédev denuncià els esforços de la gent que buscava rehabilitar la imatge de Stalin. Va dir que les matances en massa durant l'era de Stalin no es podien justificar. En canvi, el govern rus està proporcionant llibres de text per a les escoles on s'afirma que el regnat de terror durant l'època estalinista va ser totalment racional i necessari per a fer gran Rússia, i el Primer Ministre rus Vladímir Putin ha elogiat les seves fites.

### A la resta del món
Actualment, el nombre d'estalinistes s'ha reduït de manera considerable. A l'occident, Stalin és vist com un dictador tirànic i brutal, però tanmateix hi ha partits polítics que s'autoproclamen estalinistes.